# Шпекмана тема
Те́ма Шпекмана — тема в шаховій композиції в ортодоксальному жанрі. Суть теми — в рішенні задачі в першому варіанті чорні беруть білу фігуру, а інша біла фігура матує, в другому варіанті — фігура білих, яка матувала, тепер береться чорними, а та, що бралася в першому варіанті, тепер оголошує мат.

## Історія

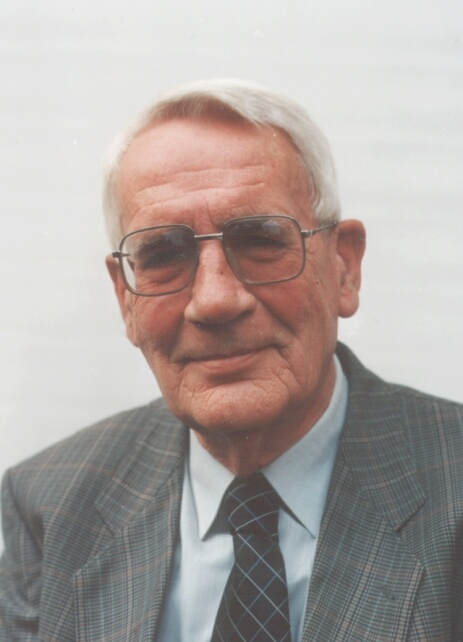
Вернер Шпекман

Цю ідею виразив у 1929 році в задачі на прямий мат німецький проблеміст Вернер Шпекман (21.08.1913—23.02.2001).
Для втілення ідеї повинно бути, як мінімум, два тематичних варіанти. Проходить чергування: білі фігури почергово у варіантах то забираються чорними, то оголошують мат. Шаховий композитор Роман Залокоцький в журналі «Чорно-білі стежини» № 2(51) за 2016 рік в статті «Тема Зилахи или Шпекмана?» запропонував назвати цю ідею — тема Шпекмана.
Отже, ця ідея в кооперативному жанрі називається тема Зілахі, а в ортодоксальному жанрі — тема Шпекмана.

## Основні форми вираження теми
Тема може бути виражена в простій формі і в циклічній. Кожна форма теми може подвоюватись, чи навіть може бути виражена і тричі.

### Проста форма
При вираженні простої форми тема проходить у двох варіантах — а саме чергування функцій двох білих фігур, які то матують, то стають жертовними.
|   | a | b | c | d | e | f | g | h |   |
| 8 | a8 чорний слон · b7 біла тура · d7 чорний пішак · a6 чорний король · d6 чорний пішак · c5 чорний слон · a4 білий король · e4 білий ферзь · e3 білий слон | a8 чорний слон · b7 біла тура · d7 чорний пішак · a6 чорний король · d6 чорний пішак · c5 чорний слон · a4 білий король · e4 білий ферзь · e3 білий слон | a8 чорний слон · b7 біла тура · d7 чорний пішак · a6 чорний король · d6 чорний пішак · c5 чорний слон · a4 білий король · e4 білий ферзь · e3 білий слон | a8 чорний слон · b7 біла тура · d7 чорний пішак · a6 чорний король · d6 чорний пішак · c5 чорний слон · a4 білий король · e4 білий ферзь · e3 білий слон | a8 чорний слон · b7 біла тура · d7 чорний пішак · a6 чорний король · d6 чорний пішак · c5 чорний слон · a4 білий король · e4 білий ферзь · e3 білий слон | a8 чорний слон · b7 біла тура · d7 чорний пішак · a6 чорний король · d6 чорний пішак · c5 чорний слон · a4 білий король · e4 білий ферзь · e3 білий слон | a8 чорний слон · b7 біла тура · d7 чорний пішак · a6 чорний король · d6 чорний пішак · c5 чорний слон · a4 білий король · e4 білий ферзь · e3 білий слон | a8 чорний слон · b7 біла тура · d7 чорний пішак · a6 чорний король · d6 чорний пішак · c5 чорний слон · a4 білий король · e4 білий ферзь · e3 білий слон | 8 |
| 7 | a8 чорний слон · b7 біла тура · d7 чорний пішак · a6 чорний король · d6 чорний пішак · c5 чорний слон · a4 білий король · e4 білий ферзь · e3 білий слон | a8 чорний слон · b7 біла тура · d7 чорний пішак · a6 чорний король · d6 чорний пішак · c5 чорний слон · a4 білий король · e4 білий ферзь · e3 білий слон | a8 чорний слон · b7 біла тура · d7 чорний пішак · a6 чорний король · d6 чорний пішак · c5 чорний слон · a4 білий король · e4 білий ферзь · e3 білий слон | a8 чорний слон · b7 біла тура · d7 чорний пішак · a6 чорний король · d6 чорний пішак · c5 чорний слон · a4 білий король · e4 білий ферзь · e3 білий слон | a8 чорний слон · b7 біла тура · d7 чорний пішак · a6 чорний король · d6 чорний пішак · c5 чорний слон · a4 білий король · e4 білий ферзь · e3 білий слон | a8 чорний слон · b7 біла тура · d7 чорний пішак · a6 чорний король · d6 чорний пішак · c5 чорний слон · a4 білий король · e4 білий ферзь · e3 білий слон | a8 чорний слон · b7 біла тура · d7 чорний пішак · a6 чорний король · d6 чорний пішак · c5 чорний слон · a4 білий король · e4 білий ферзь · e3 білий слон | a8 чорний слон · b7 біла тура · d7 чорний пішак · a6 чорний король · d6 чорний пішак · c5 чорний слон · a4 білий король · e4 білий ферзь · e3 білий слон | 7 |
| 6 | a8 чорний слон · b7 біла тура · d7 чорний пішак · a6 чорний король · d6 чорний пішак · c5 чорний слон · a4 білий король · e4 білий ферзь · e3 білий слон | a8 чорний слон · b7 біла тура · d7 чорний пішак · a6 чорний король · d6 чорний пішак · c5 чорний слон · a4 білий король · e4 білий ферзь · e3 білий слон | a8 чорний слон · b7 біла тура · d7 чорний пішак · a6 чорний король · d6 чорний пішак · c5 чорний слон · a4 білий король · e4 білий ферзь · e3 білий слон | a8 чорний слон · b7 біла тура · d7 чорний пішак · a6 чорний король · d6 чорний пішак · c5 чорний слон · a4 білий король · e4 білий ферзь · e3 білий слон | a8 чорний слон · b7 біла тура · d7 чорний пішак · a6 чорний король · d6 чорний пішак · c5 чорний слон · a4 білий король · e4 білий ферзь · e3 білий слон | a8 чорний слон · b7 біла тура · d7 чорний пішак · a6 чорний король · d6 чорний пішак · c5 чорний слон · a4 білий король · e4 білий ферзь · e3 білий слон | a8 чорний слон · b7 біла тура · d7 чорний пішак · a6 чорний король · d6 чорний пішак · c5 чорний слон · a4 білий король · e4 білий ферзь · e3 білий слон | a8 чорний слон · b7 біла тура · d7 чорний пішак · a6 чорний король · d6 чорний пішак · c5 чорний слон · a4 білий король · e4 білий ферзь · e3 білий слон | 6 |
| 5 | a8 чорний слон · b7 біла тура · d7 чорний пішак · a6 чорний король · d6 чорний пішак · c5 чорний слон · a4 білий король · e4 білий ферзь · e3 білий слон | a8 чорний слон · b7 біла тура · d7 чорний пішак · a6 чорний король · d6 чорний пішак · c5 чорний слон · a4 білий король · e4 білий ферзь · e3 білий слон | a8 чорний слон · b7 біла тура · d7 чорний пішак · a6 чорний король · d6 чорний пішак · c5 чорний слон · a4 білий король · e4 білий ферзь · e3 білий слон | a8 чорний слон · b7 біла тура · d7 чорний пішак · a6 чорний король · d6 чорний пішак · c5 чорний слон · a4 білий король · e4 білий ферзь · e3 білий слон | a8 чорний слон · b7 біла тура · d7 чорний пішак · a6 чорний король · d6 чорний пішак · c5 чорний слон · a4 білий король · e4 білий ферзь · e3 білий слон | a8 чорний слон · b7 біла тура · d7 чорний пішак · a6 чорний король · d6 чорний пішак · c5 чорний слон · a4 білий король · e4 білий ферзь · e3 білий слон | a8 чорний слон · b7 біла тура · d7 чорний пішак · a6 чорний король · d6 чорний пішак · c5 чорний слон · a4 білий король · e4 білий ферзь · e3 білий слон | a8 чорний слон · b7 біла тура · d7 чорний пішак · a6 чорний король · d6 чорний пішак · c5 чорний слон · a4 білий король · e4 білий ферзь · e3 білий слон | 5 |
| 4 | a8 чорний слон · b7 біла тура · d7 чорний пішак · a6 чорний король · d6 чорний пішак · c5 чорний слон · a4 білий король · e4 білий ферзь · e3 білий слон | a8 чорний слон · b7 біла тура · d7 чорний пішак · a6 чорний король · d6 чорний пішак · c5 чорний слон · a4 білий король · e4 білий ферзь · e3 білий слон | a8 чорний слон · b7 біла тура · d7 чорний пішак · a6 чорний король · d6 чорний пішак · c5 чорний слон · a4 білий король · e4 білий ферзь · e3 білий слон | a8 чорний слон · b7 біла тура · d7 чорний пішак · a6 чорний король · d6 чорний пішак · c5 чорний слон · a4 білий король · e4 білий ферзь · e3 білий слон | a8 чорний слон · b7 біла тура · d7 чорний пішак · a6 чорний король · d6 чорний пішак · c5 чорний слон · a4 білий король · e4 білий ферзь · e3 білий слон | a8 чорний слон · b7 біла тура · d7 чорний пішак · a6 чорний король · d6 чорний пішак · c5 чорний слон · a4 білий король · e4 білий ферзь · e3 білий слон | a8 чорний слон · b7 біла тура · d7 чорний пішак · a6 чорний король · d6 чорний пішак · c5 чорний слон · a4 білий король · e4 білий ферзь · e3 білий слон | a8 чорний слон · b7 біла тура · d7 чорний пішак · a6 чорний король · d6 чорний пішак · c5 чорний слон · a4 білий король · e4 білий ферзь · e3 білий слон | 4 |
| 3 | a8 чорний слон · b7 біла тура · d7 чорний пішак · a6 чорний король · d6 чорний пішак · c5 чорний слон · a4 білий король · e4 білий ферзь · e3 білий слон | a8 чорний слон · b7 біла тура · d7 чорний пішак · a6 чорний король · d6 чорний пішак · c5 чорний слон · a4 білий король · e4 білий ферзь · e3 білий слон | a8 чорний слон · b7 біла тура · d7 чорний пішак · a6 чорний король · d6 чорний пішак · c5 чорний слон · a4 білий король · e4 білий ферзь · e3 білий слон | a8 чорний слон · b7 біла тура · d7 чорний пішак · a6 чорний король · d6 чорний пішак · c5 чорний слон · a4 білий король · e4 білий ферзь · e3 білий слон | a8 чорний слон · b7 біла тура · d7 чорний пішак · a6 чорний король · d6 чорний пішак · c5 чорний слон · a4 білий король · e4 білий ферзь · e3 білий слон | a8 чорний слон · b7 біла тура · d7 чорний пішак · a6 чорний король · d6 чорний пішак · c5 чорний слон · a4 білий король · e4 білий ферзь · e3 білий слон | a8 чорний слон · b7 біла тура · d7 чорний пішак · a6 чорний король · d6 чорний пішак · c5 чорний слон · a4 білий король · e4 білий ферзь · e3 білий слон | a8 чорний слон · b7 біла тура · d7 чорний пішак · a6 чорний король · d6 чорний пішак · c5 чорний слон · a4 білий король · e4 білий ферзь · e3 білий слон | 3 |
| 2 | a8 чорний слон · b7 біла тура · d7 чорний пішак · a6 чорний король · d6 чорний пішак · c5 чорний слон · a4 білий король · e4 білий ферзь · e3 білий слон | a8 чорний слон · b7 біла тура · d7 чорний пішак · a6 чорний король · d6 чорний пішак · c5 чорний слон · a4 білий король · e4 білий ферзь · e3 білий слон | a8 чорний слон · b7 біла тура · d7 чорний пішак · a6 чорний король · d6 чорний пішак · c5 чорний слон · a4 білий король · e4 білий ферзь · e3 білий слон | a8 чорний слон · b7 біла тура · d7 чорний пішак · a6 чорний король · d6 чорний пішак · c5 чорний слон · a4 білий король · e4 білий ферзь · e3 білий слон | a8 чорний слон · b7 біла тура · d7 чорний пішак · a6 чорний король · d6 чорний пішак · c5 чорний слон · a4 білий король · e4 білий ферзь · e3 білий слон | a8 чорний слон · b7 біла тура · d7 чорний пішак · a6 чорний король · d6 чорний пішак · c5 чорний слон · a4 білий король · e4 білий ферзь · e3 білий слон | a8 чорний слон · b7 біла тура · d7 чорний пішак · a6 чорний король · d6 чорний пішак · c5 чорний слон · a4 білий король · e4 білий ферзь · e3 білий слон | a8 чорний слон · b7 біла тура · d7 чорний пішак · a6 чорний король · d6 чорний пішак · c5 чорний слон · a4 білий король · e4 білий ферзь · e3 білий слон | 2 |
| 1 | a8 чорний слон · b7 біла тура · d7 чорний пішак · a6 чорний король · d6 чорний пішак · c5 чорний слон · a4 білий король · e4 білий ферзь · e3 білий слон | a8 чорний слон · b7 біла тура · d7 чорний пішак · a6 чорний король · d6 чорний пішак · c5 чорний слон · a4 білий король · e4 білий ферзь · e3 білий слон | a8 чорний слон · b7 біла тура · d7 чорний пішак · a6 чорний король · d6 чорний пішак · c5 чорний слон · a4 білий король · e4 білий ферзь · e3 білий слон | a8 чорний слон · b7 біла тура · d7 чорний пішак · a6 чорний король · d6 чорний пішак · c5 чорний слон · a4 білий король · e4 білий ферзь · e3 білий слон | a8 чорний слон · b7 біла тура · d7 чорний пішак · a6 чорний король · d6 чорний пішак · c5 чорний слон · a4 білий король · e4 білий ферзь · e3 білий слон | a8 чорний слон · b7 біла тура · d7 чорний пішак · a6 чорний король · d6 чорний пішак · c5 чорний слон · a4 білий король · e4 білий ферзь · e3 білий слон | a8 чорний слон · b7 біла тура · d7 чорний пішак · a6 чорний король · d6 чорний пішак · c5 чорний слон · a4 білий король · e4 білий ферзь · e3 білий слон | a8 чорний слон · b7 біла тура · d7 чорний пішак · a6 чорний король · d6 чорний пішак · c5 чорний слон · a4 білий король · e4 білий ферзь · e3 білий слон | 1 |
|   | a | b | c | d | e | f | g | h |   |

FEN: b7/1R1p4/k2p4/2b5/K3Q3/4B3/8/8

1. Qb4! ~ 2. Qb5#<
1. ... Bxb4 2. Ra7#
1. ... Bxb7 2. Qa5#
- — - — - — -
1. ... Bb6 2. Qxb6#
В початковій позиції біла тура стоїть під ударом чорного слона. Вступним ходом білі додатково ставлять під удар свого ферзя. Якщо чорні забирають ферзя, оголошує мат тура, якщо чорні забирають туру, оголошує мат ферзь.  Ця задача була складена Вернером Шпекманом, коли йому було 15 років.
|   | a | b | c | d | e | f | g | h |   |
| 8 | h7 чорний пішак · f6 чорний король · h6 чорний пішак · a5 біла тура · f5 білий кінь · h5 білий король · a3 чорний пішак · a2 білий слон · b2 чорний пішак · c2 чорний пішак · b1 білий ферзь · c1 біла тура | h7 чорний пішак · f6 чорний король · h6 чорний пішак · a5 біла тура · f5 білий кінь · h5 білий король · a3 чорний пішак · a2 білий слон · b2 чорний пішак · c2 чорний пішак · b1 білий ферзь · c1 біла тура | h7 чорний пішак · f6 чорний король · h6 чорний пішак · a5 біла тура · f5 білий кінь · h5 білий король · a3 чорний пішак · a2 білий слон · b2 чорний пішак · c2 чорний пішак · b1 білий ферзь · c1 біла тура | h7 чорний пішак · f6 чорний король · h6 чорний пішак · a5 біла тура · f5 білий кінь · h5 білий король · a3 чорний пішак · a2 білий слон · b2 чорний пішак · c2 чорний пішак · b1 білий ферзь · c1 біла тура | h7 чорний пішак · f6 чорний король · h6 чорний пішак · a5 біла тура · f5 білий кінь · h5 білий король · a3 чорний пішак · a2 білий слон · b2 чорний пішак · c2 чорний пішак · b1 білий ферзь · c1 біла тура | h7 чорний пішак · f6 чорний король · h6 чорний пішак · a5 біла тура · f5 білий кінь · h5 білий король · a3 чорний пішак · a2 білий слон · b2 чорний пішак · c2 чорний пішак · b1 білий ферзь · c1 біла тура | h7 чорний пішак · f6 чорний король · h6 чорний пішак · a5 біла тура · f5 білий кінь · h5 білий король · a3 чорний пішак · a2 білий слон · b2 чорний пішак · c2 чорний пішак · b1 білий ферзь · c1 біла тура | h7 чорний пішак · f6 чорний король · h6 чорний пішак · a5 біла тура · f5 білий кінь · h5 білий король · a3 чорний пішак · a2 білий слон · b2 чорний пішак · c2 чорний пішак · b1 білий ферзь · c1 біла тура | 8 |
| 7 | h7 чорний пішак · f6 чорний король · h6 чорний пішак · a5 біла тура · f5 білий кінь · h5 білий король · a3 чорний пішак · a2 білий слон · b2 чорний пішак · c2 чорний пішак · b1 білий ферзь · c1 біла тура | h7 чорний пішак · f6 чорний король · h6 чорний пішак · a5 біла тура · f5 білий кінь · h5 білий король · a3 чорний пішак · a2 білий слон · b2 чорний пішак · c2 чорний пішак · b1 білий ферзь · c1 біла тура | h7 чорний пішак · f6 чорний король · h6 чорний пішак · a5 біла тура · f5 білий кінь · h5 білий король · a3 чорний пішак · a2 білий слон · b2 чорний пішак · c2 чорний пішак · b1 білий ферзь · c1 біла тура | h7 чорний пішак · f6 чорний король · h6 чорний пішак · a5 біла тура · f5 білий кінь · h5 білий король · a3 чорний пішак · a2 білий слон · b2 чорний пішак · c2 чорний пішак · b1 білий ферзь · c1 біла тура | h7 чорний пішак · f6 чорний король · h6 чорний пішак · a5 біла тура · f5 білий кінь · h5 білий король · a3 чорний пішак · a2 білий слон · b2 чорний пішак · c2 чорний пішак · b1 білий ферзь · c1 біла тура | h7 чорний пішак · f6 чорний король · h6 чорний пішак · a5 біла тура · f5 білий кінь · h5 білий король · a3 чорний пішак · a2 білий слон · b2 чорний пішак · c2 чорний пішак · b1 білий ферзь · c1 біла тура | h7 чорний пішак · f6 чорний король · h6 чорний пішак · a5 біла тура · f5 білий кінь · h5 білий король · a3 чорний пішак · a2 білий слон · b2 чорний пішак · c2 чорний пішак · b1 білий ферзь · c1 біла тура | h7 чорний пішак · f6 чорний король · h6 чорний пішак · a5 біла тура · f5 білий кінь · h5 білий король · a3 чорний пішак · a2 білий слон · b2 чорний пішак · c2 чорний пішак · b1 білий ферзь · c1 біла тура | 7 |
| 6 | h7 чорний пішак · f6 чорний король · h6 чорний пішак · a5 біла тура · f5 білий кінь · h5 білий король · a3 чорний пішак · a2 білий слон · b2 чорний пішак · c2 чорний пішак · b1 білий ферзь · c1 біла тура | h7 чорний пішак · f6 чорний король · h6 чорний пішак · a5 біла тура · f5 білий кінь · h5 білий король · a3 чорний пішак · a2 білий слон · b2 чорний пішак · c2 чорний пішак · b1 білий ферзь · c1 біла тура | h7 чорний пішак · f6 чорний король · h6 чорний пішак · a5 біла тура · f5 білий кінь · h5 білий король · a3 чорний пішак · a2 білий слон · b2 чорний пішак · c2 чорний пішак · b1 білий ферзь · c1 біла тура | h7 чорний пішак · f6 чорний король · h6 чорний пішак · a5 біла тура · f5 білий кінь · h5 білий король · a3 чорний пішак · a2 білий слон · b2 чорний пішак · c2 чорний пішак · b1 білий ферзь · c1 біла тура | h7 чорний пішак · f6 чорний король · h6 чорний пішак · a5 біла тура · f5 білий кінь · h5 білий король · a3 чорний пішак · a2 білий слон · b2 чорний пішак · c2 чорний пішак · b1 білий ферзь · c1 біла тура | h7 чорний пішак · f6 чорний король · h6 чорний пішак · a5 біла тура · f5 білий кінь · h5 білий король · a3 чорний пішак · a2 білий слон · b2 чорний пішак · c2 чорний пішак · b1 білий ферзь · c1 біла тура | h7 чорний пішак · f6 чорний король · h6 чорний пішак · a5 біла тура · f5 білий кінь · h5 білий король · a3 чорний пішак · a2 білий слон · b2 чорний пішак · c2 чорний пішак · b1 білий ферзь · c1 біла тура | h7 чорний пішак · f6 чорний король · h6 чорний пішак · a5 біла тура · f5 білий кінь · h5 білий король · a3 чорний пішак · a2 білий слон · b2 чорний пішак · c2 чорний пішак · b1 білий ферзь · c1 біла тура | 6 |
| 5 | h7 чорний пішак · f6 чорний король · h6 чорний пішак · a5 біла тура · f5 білий кінь · h5 білий король · a3 чорний пішак · a2 білий слон · b2 чорний пішак · c2 чорний пішак · b1 білий ферзь · c1 біла тура | h7 чорний пішак · f6 чорний король · h6 чорний пішак · a5 біла тура · f5 білий кінь · h5 білий король · a3 чорний пішак · a2 білий слон · b2 чорний пішак · c2 чорний пішак · b1 білий ферзь · c1 біла тура | h7 чорний пішак · f6 чорний король · h6 чорний пішак · a5 біла тура · f5 білий кінь · h5 білий король · a3 чорний пішак · a2 білий слон · b2 чорний пішак · c2 чорний пішак · b1 білий ферзь · c1 біла тура | h7 чорний пішак · f6 чорний король · h6 чорний пішак · a5 біла тура · f5 білий кінь · h5 білий король · a3 чорний пішак · a2 білий слон · b2 чорний пішак · c2 чорний пішак · b1 білий ферзь · c1 біла тура | h7 чорний пішак · f6 чорний король · h6 чорний пішак · a5 біла тура · f5 білий кінь · h5 білий король · a3 чорний пішак · a2 білий слон · b2 чорний пішак · c2 чорний пішак · b1 білий ферзь · c1 біла тура | h7 чорний пішак · f6 чорний король · h6 чорний пішак · a5 біла тура · f5 білий кінь · h5 білий король · a3 чорний пішак · a2 білий слон · b2 чорний пішак · c2 чорний пішак · b1 білий ферзь · c1 біла тура | h7 чорний пішак · f6 чорний король · h6 чорний пішак · a5 біла тура · f5 білий кінь · h5 білий король · a3 чорний пішак · a2 білий слон · b2 чорний пішак · c2 чорний пішак · b1 білий ферзь · c1 біла тура | h7 чорний пішак · f6 чорний король · h6 чорний пішак · a5 біла тура · f5 білий кінь · h5 білий король · a3 чорний пішак · a2 білий слон · b2 чорний пішак · c2 чорний пішак · b1 білий ферзь · c1 біла тура | 5 |
| 4 | h7 чорний пішак · f6 чорний король · h6 чорний пішак · a5 біла тура · f5 білий кінь · h5 білий король · a3 чорний пішак · a2 білий слон · b2 чорний пішак · c2 чорний пішак · b1 білий ферзь · c1 біла тура | h7 чорний пішак · f6 чорний король · h6 чорний пішак · a5 біла тура · f5 білий кінь · h5 білий король · a3 чорний пішак · a2 білий слон · b2 чорний пішак · c2 чорний пішак · b1 білий ферзь · c1 біла тура | h7 чорний пішак · f6 чорний король · h6 чорний пішак · a5 біла тура · f5 білий кінь · h5 білий король · a3 чорний пішак · a2 білий слон · b2 чорний пішак · c2 чорний пішак · b1 білий ферзь · c1 біла тура | h7 чорний пішак · f6 чорний король · h6 чорний пішак · a5 біла тура · f5 білий кінь · h5 білий король · a3 чорний пішак · a2 білий слон · b2 чорний пішак · c2 чорний пішак · b1 білий ферзь · c1 біла тура | h7 чорний пішак · f6 чорний король · h6 чорний пішак · a5 біла тура · f5 білий кінь · h5 білий король · a3 чорний пішак · a2 білий слон · b2 чорний пішак · c2 чорний пішак · b1 білий ферзь · c1 біла тура | h7 чорний пішак · f6 чорний король · h6 чорний пішак · a5 біла тура · f5 білий кінь · h5 білий король · a3 чорний пішак · a2 білий слон · b2 чорний пішак · c2 чорний пішак · b1 білий ферзь · c1 біла тура | h7 чорний пішак · f6 чорний король · h6 чорний пішак · a5 біла тура · f5 білий кінь · h5 білий король · a3 чорний пішак · a2 білий слон · b2 чорний пішак · c2 чорний пішак · b1 білий ферзь · c1 біла тура | h7 чорний пішак · f6 чорний король · h6 чорний пішак · a5 біла тура · f5 білий кінь · h5 білий король · a3 чорний пішак · a2 білий слон · b2 чорний пішак · c2 чорний пішак · b1 білий ферзь · c1 біла тура | 4 |
| 3 | h7 чорний пішак · f6 чорний король · h6 чорний пішак · a5 біла тура · f5 білий кінь · h5 білий король · a3 чорний пішак · a2 білий слон · b2 чорний пішак · c2 чорний пішак · b1 білий ферзь · c1 біла тура | h7 чорний пішак · f6 чорний король · h6 чорний пішак · a5 біла тура · f5 білий кінь · h5 білий король · a3 чорний пішак · a2 білий слон · b2 чорний пішак · c2 чорний пішак · b1 білий ферзь · c1 біла тура | h7 чорний пішак · f6 чорний король · h6 чорний пішак · a5 біла тура · f5 білий кінь · h5 білий король · a3 чорний пішак · a2 білий слон · b2 чорний пішак · c2 чорний пішак · b1 білий ферзь · c1 біла тура | h7 чорний пішак · f6 чорний король · h6 чорний пішак · a5 біла тура · f5 білий кінь · h5 білий король · a3 чорний пішак · a2 білий слон · b2 чорний пішак · c2 чорний пішак · b1 білий ферзь · c1 біла тура | h7 чорний пішак · f6 чорний король · h6 чорний пішак · a5 біла тура · f5 білий кінь · h5 білий король · a3 чорний пішак · a2 білий слон · b2 чорний пішак · c2 чорний пішак · b1 білий ферзь · c1 біла тура | h7 чорний пішак · f6 чорний король · h6 чорний пішак · a5 біла тура · f5 білий кінь · h5 білий король · a3 чорний пішак · a2 білий слон · b2 чорний пішак · c2 чорний пішак · b1 білий ферзь · c1 біла тура | h7 чорний пішак · f6 чорний король · h6 чорний пішак · a5 біла тура · f5 білий кінь · h5 білий король · a3 чорний пішак · a2 білий слон · b2 чорний пішак · c2 чорний пішак · b1 білий ферзь · c1 біла тура | h7 чорний пішак · f6 чорний король · h6 чорний пішак · a5 біла тура · f5 білий кінь · h5 білий король · a3 чорний пішак · a2 білий слон · b2 чорний пішак · c2 чорний пішак · b1 білий ферзь · c1 біла тура | 3 |
| 2 | h7 чорний пішак · f6 чорний король · h6 чорний пішак · a5 біла тура · f5 білий кінь · h5 білий король · a3 чорний пішак · a2 білий слон · b2 чорний пішак · c2 чорний пішак · b1 білий ферзь · c1 біла тура | h7 чорний пішак · f6 чорний король · h6 чорний пішак · a5 біла тура · f5 білий кінь · h5 білий король · a3 чорний пішак · a2 білий слон · b2 чорний пішак · c2 чорний пішак · b1 білий ферзь · c1 біла тура | h7 чорний пішак · f6 чорний король · h6 чорний пішак · a5 біла тура · f5 білий кінь · h5 білий король · a3 чорний пішак · a2 білий слон · b2 чорний пішак · c2 чорний пішак · b1 білий ферзь · c1 біла тура | h7 чорний пішак · f6 чорний король · h6 чорний пішак · a5 біла тура · f5 білий кінь · h5 білий король · a3 чорний пішак · a2 білий слон · b2 чорний пішак · c2 чорний пішак · b1 білий ферзь · c1 біла тура | h7 чорний пішак · f6 чорний король · h6 чорний пішак · a5 біла тура · f5 білий кінь · h5 білий король · a3 чорний пішак · a2 білий слон · b2 чорний пішак · c2 чорний пішак · b1 білий ферзь · c1 біла тура | h7 чорний пішак · f6 чорний король · h6 чорний пішак · a5 біла тура · f5 білий кінь · h5 білий король · a3 чорний пішак · a2 білий слон · b2 чорний пішак · c2 чорний пішак · b1 білий ферзь · c1 біла тура | h7 чорний пішак · f6 чорний король · h6 чорний пішак · a5 біла тура · f5 білий кінь · h5 білий король · a3 чорний пішак · a2 білий слон · b2 чорний пішак · c2 чорний пішак · b1 білий ферзь · c1 біла тура | h7 чорний пішак · f6 чорний король · h6 чорний пішак · a5 біла тура · f5 білий кінь · h5 білий король · a3 чорний пішак · a2 білий слон · b2 чорний пішак · c2 чорний пішак · b1 білий ферзь · c1 біла тура | 2 |
| 1 | h7 чорний пішак · f6 чорний король · h6 чорний пішак · a5 біла тура · f5 білий кінь · h5 білий король · a3 чорний пішак · a2 білий слон · b2 чорний пішак · c2 чорний пішак · b1 білий ферзь · c1 біла тура | h7 чорний пішак · f6 чорний король · h6 чорний пішак · a5 біла тура · f5 білий кінь · h5 білий король · a3 чорний пішак · a2 білий слон · b2 чорний пішак · c2 чорний пішак · b1 білий ферзь · c1 біла тура | h7 чорний пішак · f6 чорний король · h6 чорний пішак · a5 біла тура · f5 білий кінь · h5 білий король · a3 чорний пішак · a2 білий слон · b2 чорний пішак · c2 чорний пішак · b1 білий ферзь · c1 біла тура | h7 чорний пішак · f6 чорний король · h6 чорний пішак · a5 біла тура · f5 білий кінь · h5 білий король · a3 чорний пішак · a2 білий слон · b2 чорний пішак · c2 чорний пішак · b1 білий ферзь · c1 біла тура | h7 чорний пішак · f6 чорний король · h6 чорний пішак · a5 біла тура · f5 білий кінь · h5 білий король · a3 чорний пішак · a2 білий слон · b2 чорний пішак · c2 чорний пішак · b1 білий ферзь · c1 біла тура | h7 чорний пішак · f6 чорний король · h6 чорний пішак · a5 біла тура · f5 білий кінь · h5 білий король · a3 чорний пішак · a2 білий слон · b2 чорний пішак · c2 чорний пішак · b1 білий ферзь · c1 біла тура | h7 чорний пішак · f6 чорний король · h6 чорний пішак · a5 біла тура · f5 білий кінь · h5 білий король · a3 чорний пішак · a2 білий слон · b2 чорний пішак · c2 чорний пішак · b1 білий ферзь · c1 біла тура | h7 чорний пішак · f6 чорний король · h6 чорний пішак · a5 біла тура · f5 білий кінь · h5 білий король · a3 чорний пішак · a2 білий слон · b2 чорний пішак · c2 чорний пішак · b1 білий ферзь · c1 біла тура | 1 |
|   | a | b | c | d | e | f | g | h |   |

FEN: 8/7p/5k1p/R4N1K/8/p7/Bpp5/1QR5
1. Bg8! ~ Zz
1. ... bc1Q 2. Qb6#
1. ... cb1Q 2. Rc6#
- — - — - — -
1. ... a2 2. Qxb2#
В початковій позиції білий ферзь і тура «с1» стоять під ударами чорних пішаків. В одній фазі чорний пішак забирає ферзя, включає білу туру «с1», яка наступним ходом оголошує мат. В другій фазі вже забирається ця біла тура і включається білий ферзь, який наступним ходом оголошує мат.

### Проста подвоєна форма
При вираженні простої подвоєної форми тема проходить у двох парах варіантів.
|   | a | b | c | d | e | f | g | h |   |
| 8 | d7 чорний пішак · e6 біла тура · f6 чорний пішак · c5 чорний пішак · e5 білий кінь · f5 білий слон · a4 білий король · c4 білий пішак · d4 чорний король · g4 чорний пішак · c3 чорний пішак · d3 білий пішак · e3 чорний пішак · f2 чорний пішак · g2 чорний пішак · a1 білий ферзь · g1 біла тура | d7 чорний пішак · e6 біла тура · f6 чорний пішак · c5 чорний пішак · e5 білий кінь · f5 білий слон · a4 білий король · c4 білий пішак · d4 чорний король · g4 чорний пішак · c3 чорний пішак · d3 білий пішак · e3 чорний пішак · f2 чорний пішак · g2 чорний пішак · a1 білий ферзь · g1 біла тура | d7 чорний пішак · e6 біла тура · f6 чорний пішак · c5 чорний пішак · e5 білий кінь · f5 білий слон · a4 білий король · c4 білий пішак · d4 чорний король · g4 чорний пішак · c3 чорний пішак · d3 білий пішак · e3 чорний пішак · f2 чорний пішак · g2 чорний пішак · a1 білий ферзь · g1 біла тура | d7 чорний пішак · e6 біла тура · f6 чорний пішак · c5 чорний пішак · e5 білий кінь · f5 білий слон · a4 білий король · c4 білий пішак · d4 чорний король · g4 чорний пішак · c3 чорний пішак · d3 білий пішак · e3 чорний пішак · f2 чорний пішак · g2 чорний пішак · a1 білий ферзь · g1 біла тура | d7 чорний пішак · e6 біла тура · f6 чорний пішак · c5 чорний пішак · e5 білий кінь · f5 білий слон · a4 білий король · c4 білий пішак · d4 чорний король · g4 чорний пішак · c3 чорний пішак · d3 білий пішак · e3 чорний пішак · f2 чорний пішак · g2 чорний пішак · a1 білий ферзь · g1 біла тура | d7 чорний пішак · e6 біла тура · f6 чорний пішак · c5 чорний пішак · e5 білий кінь · f5 білий слон · a4 білий король · c4 білий пішак · d4 чорний король · g4 чорний пішак · c3 чорний пішак · d3 білий пішак · e3 чорний пішак · f2 чорний пішак · g2 чорний пішак · a1 білий ферзь · g1 біла тура | d7 чорний пішак · e6 біла тура · f6 чорний пішак · c5 чорний пішак · e5 білий кінь · f5 білий слон · a4 білий король · c4 білий пішак · d4 чорний король · g4 чорний пішак · c3 чорний пішак · d3 білий пішак · e3 чорний пішак · f2 чорний пішак · g2 чорний пішак · a1 білий ферзь · g1 біла тура | d7 чорний пішак · e6 біла тура · f6 чорний пішак · c5 чорний пішак · e5 білий кінь · f5 білий слон · a4 білий король · c4 білий пішак · d4 чорний король · g4 чорний пішак · c3 чорний пішак · d3 білий пішак · e3 чорний пішак · f2 чорний пішак · g2 чорний пішак · a1 білий ферзь · g1 біла тура | 8 |
| 7 | d7 чорний пішак · e6 біла тура · f6 чорний пішак · c5 чорний пішак · e5 білий кінь · f5 білий слон · a4 білий король · c4 білий пішак · d4 чорний король · g4 чорний пішак · c3 чорний пішак · d3 білий пішак · e3 чорний пішак · f2 чорний пішак · g2 чорний пішак · a1 білий ферзь · g1 біла тура | d7 чорний пішак · e6 біла тура · f6 чорний пішак · c5 чорний пішак · e5 білий кінь · f5 білий слон · a4 білий король · c4 білий пішак · d4 чорний король · g4 чорний пішак · c3 чорний пішак · d3 білий пішак · e3 чорний пішак · f2 чорний пішак · g2 чорний пішак · a1 білий ферзь · g1 біла тура | d7 чорний пішак · e6 біла тура · f6 чорний пішак · c5 чорний пішак · e5 білий кінь · f5 білий слон · a4 білий король · c4 білий пішак · d4 чорний король · g4 чорний пішак · c3 чорний пішак · d3 білий пішак · e3 чорний пішак · f2 чорний пішак · g2 чорний пішак · a1 білий ферзь · g1 біла тура | d7 чорний пішак · e6 біла тура · f6 чорний пішак · c5 чорний пішак · e5 білий кінь · f5 білий слон · a4 білий король · c4 білий пішак · d4 чорний король · g4 чорний пішак · c3 чорний пішак · d3 білий пішак · e3 чорний пішак · f2 чорний пішак · g2 чорний пішак · a1 білий ферзь · g1 біла тура | d7 чорний пішак · e6 біла тура · f6 чорний пішак · c5 чорний пішак · e5 білий кінь · f5 білий слон · a4 білий король · c4 білий пішак · d4 чорний король · g4 чорний пішак · c3 чорний пішак · d3 білий пішак · e3 чорний пішак · f2 чорний пішак · g2 чорний пішак · a1 білий ферзь · g1 біла тура | d7 чорний пішак · e6 біла тура · f6 чорний пішак · c5 чорний пішак · e5 білий кінь · f5 білий слон · a4 білий король · c4 білий пішак · d4 чорний король · g4 чорний пішак · c3 чорний пішак · d3 білий пішак · e3 чорний пішак · f2 чорний пішак · g2 чорний пішак · a1 білий ферзь · g1 біла тура | d7 чорний пішак · e6 біла тура · f6 чорний пішак · c5 чорний пішак · e5 білий кінь · f5 білий слон · a4 білий король · c4 білий пішак · d4 чорний король · g4 чорний пішак · c3 чорний пішак · d3 білий пішак · e3 чорний пішак · f2 чорний пішак · g2 чорний пішак · a1 білий ферзь · g1 біла тура | d7 чорний пішак · e6 біла тура · f6 чорний пішак · c5 чорний пішак · e5 білий кінь · f5 білий слон · a4 білий король · c4 білий пішак · d4 чорний король · g4 чорний пішак · c3 чорний пішак · d3 білий пішак · e3 чорний пішак · f2 чорний пішак · g2 чорний пішак · a1 білий ферзь · g1 біла тура | 7 |
| 6 | d7 чорний пішак · e6 біла тура · f6 чорний пішак · c5 чорний пішак · e5 білий кінь · f5 білий слон · a4 білий король · c4 білий пішак · d4 чорний король · g4 чорний пішак · c3 чорний пішак · d3 білий пішак · e3 чорний пішак · f2 чорний пішак · g2 чорний пішак · a1 білий ферзь · g1 біла тура | d7 чорний пішак · e6 біла тура · f6 чорний пішак · c5 чорний пішак · e5 білий кінь · f5 білий слон · a4 білий король · c4 білий пішак · d4 чорний король · g4 чорний пішак · c3 чорний пішак · d3 білий пішак · e3 чорний пішак · f2 чорний пішак · g2 чорний пішак · a1 білий ферзь · g1 біла тура | d7 чорний пішак · e6 біла тура · f6 чорний пішак · c5 чорний пішак · e5 білий кінь · f5 білий слон · a4 білий король · c4 білий пішак · d4 чорний король · g4 чорний пішак · c3 чорний пішак · d3 білий пішак · e3 чорний пішак · f2 чорний пішак · g2 чорний пішак · a1 білий ферзь · g1 біла тура | d7 чорний пішак · e6 біла тура · f6 чорний пішак · c5 чорний пішак · e5 білий кінь · f5 білий слон · a4 білий король · c4 білий пішак · d4 чорний король · g4 чорний пішак · c3 чорний пішак · d3 білий пішак · e3 чорний пішак · f2 чорний пішак · g2 чорний пішак · a1 білий ферзь · g1 біла тура | d7 чорний пішак · e6 біла тура · f6 чорний пішак · c5 чорний пішак · e5 білий кінь · f5 білий слон · a4 білий король · c4 білий пішак · d4 чорний король · g4 чорний пішак · c3 чорний пішак · d3 білий пішак · e3 чорний пішак · f2 чорний пішак · g2 чорний пішак · a1 білий ферзь · g1 біла тура | d7 чорний пішак · e6 біла тура · f6 чорний пішак · c5 чорний пішак · e5 білий кінь · f5 білий слон · a4 білий король · c4 білий пішак · d4 чорний король · g4 чорний пішак · c3 чорний пішак · d3 білий пішак · e3 чорний пішак · f2 чорний пішак · g2 чорний пішак · a1 білий ферзь · g1 біла тура | d7 чорний пішак · e6 біла тура · f6 чорний пішак · c5 чорний пішак · e5 білий кінь · f5 білий слон · a4 білий король · c4 білий пішак · d4 чорний король · g4 чорний пішак · c3 чорний пішак · d3 білий пішак · e3 чорний пішак · f2 чорний пішак · g2 чорний пішак · a1 білий ферзь · g1 біла тура | d7 чорний пішак · e6 біла тура · f6 чорний пішак · c5 чорний пішак · e5 білий кінь · f5 білий слон · a4 білий король · c4 білий пішак · d4 чорний король · g4 чорний пішак · c3 чорний пішак · d3 білий пішак · e3 чорний пішак · f2 чорний пішак · g2 чорний пішак · a1 білий ферзь · g1 біла тура | 6 |
| 5 | d7 чорний пішак · e6 біла тура · f6 чорний пішак · c5 чорний пішак · e5 білий кінь · f5 білий слон · a4 білий король · c4 білий пішак · d4 чорний король · g4 чорний пішак · c3 чорний пішак · d3 білий пішак · e3 чорний пішак · f2 чорний пішак · g2 чорний пішак · a1 білий ферзь · g1 біла тура | d7 чорний пішак · e6 біла тура · f6 чорний пішак · c5 чорний пішак · e5 білий кінь · f5 білий слон · a4 білий король · c4 білий пішак · d4 чорний король · g4 чорний пішак · c3 чорний пішак · d3 білий пішак · e3 чорний пішак · f2 чорний пішак · g2 чорний пішак · a1 білий ферзь · g1 біла тура | d7 чорний пішак · e6 біла тура · f6 чорний пішак · c5 чорний пішак · e5 білий кінь · f5 білий слон · a4 білий король · c4 білий пішак · d4 чорний король · g4 чорний пішак · c3 чорний пішак · d3 білий пішак · e3 чорний пішак · f2 чорний пішак · g2 чорний пішак · a1 білий ферзь · g1 біла тура | d7 чорний пішак · e6 біла тура · f6 чорний пішак · c5 чорний пішак · e5 білий кінь · f5 білий слон · a4 білий король · c4 білий пішак · d4 чорний король · g4 чорний пішак · c3 чорний пішак · d3 білий пішак · e3 чорний пішак · f2 чорний пішак · g2 чорний пішак · a1 білий ферзь · g1 біла тура | d7 чорний пішак · e6 біла тура · f6 чорний пішак · c5 чорний пішак · e5 білий кінь · f5 білий слон · a4 білий король · c4 білий пішак · d4 чорний король · g4 чорний пішак · c3 чорний пішак · d3 білий пішак · e3 чорний пішак · f2 чорний пішак · g2 чорний пішак · a1 білий ферзь · g1 біла тура | d7 чорний пішак · e6 біла тура · f6 чорний пішак · c5 чорний пішак · e5 білий кінь · f5 білий слон · a4 білий король · c4 білий пішак · d4 чорний король · g4 чорний пішак · c3 чорний пішак · d3 білий пішак · e3 чорний пішак · f2 чорний пішак · g2 чорний пішак · a1 білий ферзь · g1 біла тура | d7 чорний пішак · e6 біла тура · f6 чорний пішак · c5 чорний пішак · e5 білий кінь · f5 білий слон · a4 білий король · c4 білий пішак · d4 чорний король · g4 чорний пішак · c3 чорний пішак · d3 білий пішак · e3 чорний пішак · f2 чорний пішак · g2 чорний пішак · a1 білий ферзь · g1 біла тура | d7 чорний пішак · e6 біла тура · f6 чорний пішак · c5 чорний пішак · e5 білий кінь · f5 білий слон · a4 білий король · c4 білий пішак · d4 чорний король · g4 чорний пішак · c3 чорний пішак · d3 білий пішак · e3 чорний пішак · f2 чорний пішак · g2 чорний пішак · a1 білий ферзь · g1 біла тура | 5 |
| 4 | d7 чорний пішак · e6 біла тура · f6 чорний пішак · c5 чорний пішак · e5 білий кінь · f5 білий слон · a4 білий король · c4 білий пішак · d4 чорний король · g4 чорний пішак · c3 чорний пішак · d3 білий пішак · e3 чорний пішак · f2 чорний пішак · g2 чорний пішак · a1 білий ферзь · g1 біла тура | d7 чорний пішак · e6 біла тура · f6 чорний пішак · c5 чорний пішак · e5 білий кінь · f5 білий слон · a4 білий король · c4 білий пішак · d4 чорний король · g4 чорний пішак · c3 чорний пішак · d3 білий пішак · e3 чорний пішак · f2 чорний пішак · g2 чорний пішак · a1 білий ферзь · g1 біла тура | d7 чорний пішак · e6 біла тура · f6 чорний пішак · c5 чорний пішак · e5 білий кінь · f5 білий слон · a4 білий король · c4 білий пішак · d4 чорний король · g4 чорний пішак · c3 чорний пішак · d3 білий пішак · e3 чорний пішак · f2 чорний пішак · g2 чорний пішак · a1 білий ферзь · g1 біла тура | d7 чорний пішак · e6 біла тура · f6 чорний пішак · c5 чорний пішак · e5 білий кінь · f5 білий слон · a4 білий король · c4 білий пішак · d4 чорний король · g4 чорний пішак · c3 чорний пішак · d3 білий пішак · e3 чорний пішак · f2 чорний пішак · g2 чорний пішак · a1 білий ферзь · g1 біла тура | d7 чорний пішак · e6 біла тура · f6 чорний пішак · c5 чорний пішак · e5 білий кінь · f5 білий слон · a4 білий король · c4 білий пішак · d4 чорний король · g4 чорний пішак · c3 чорний пішак · d3 білий пішак · e3 чорний пішак · f2 чорний пішак · g2 чорний пішак · a1 білий ферзь · g1 біла тура | d7 чорний пішак · e6 біла тура · f6 чорний пішак · c5 чорний пішак · e5 білий кінь · f5 білий слон · a4 білий король · c4 білий пішак · d4 чорний король · g4 чорний пішак · c3 чорний пішак · d3 білий пішак · e3 чорний пішак · f2 чорний пішак · g2 чорний пішак · a1 білий ферзь · g1 біла тура | d7 чорний пішак · e6 біла тура · f6 чорний пішак · c5 чорний пішак · e5 білий кінь · f5 білий слон · a4 білий король · c4 білий пішак · d4 чорний король · g4 чорний пішак · c3 чорний пішак · d3 білий пішак · e3 чорний пішак · f2 чорний пішак · g2 чорний пішак · a1 білий ферзь · g1 біла тура | d7 чорний пішак · e6 біла тура · f6 чорний пішак · c5 чорний пішак · e5 білий кінь · f5 білий слон · a4 білий король · c4 білий пішак · d4 чорний король · g4 чорний пішак · c3 чорний пішак · d3 білий пішак · e3 чорний пішак · f2 чорний пішак · g2 чорний пішак · a1 білий ферзь · g1 біла тура | 4 |
| 3 | d7 чорний пішак · e6 біла тура · f6 чорний пішак · c5 чорний пішак · e5 білий кінь · f5 білий слон · a4 білий король · c4 білий пішак · d4 чорний король · g4 чорний пішак · c3 чорний пішак · d3 білий пішак · e3 чорний пішак · f2 чорний пішак · g2 чорний пішак · a1 білий ферзь · g1 біла тура | d7 чорний пішак · e6 біла тура · f6 чорний пішак · c5 чорний пішак · e5 білий кінь · f5 білий слон · a4 білий король · c4 білий пішак · d4 чорний король · g4 чорний пішак · c3 чорний пішак · d3 білий пішак · e3 чорний пішак · f2 чорний пішак · g2 чорний пішак · a1 білий ферзь · g1 біла тура | d7 чорний пішак · e6 біла тура · f6 чорний пішак · c5 чорний пішак · e5 білий кінь · f5 білий слон · a4 білий король · c4 білий пішак · d4 чорний король · g4 чорний пішак · c3 чорний пішак · d3 білий пішак · e3 чорний пішак · f2 чорний пішак · g2 чорний пішак · a1 білий ферзь · g1 біла тура | d7 чорний пішак · e6 біла тура · f6 чорний пішак · c5 чорний пішак · e5 білий кінь · f5 білий слон · a4 білий король · c4 білий пішак · d4 чорний король · g4 чорний пішак · c3 чорний пішак · d3 білий пішак · e3 чорний пішак · f2 чорний пішак · g2 чорний пішак · a1 білий ферзь · g1 біла тура | d7 чорний пішак · e6 біла тура · f6 чорний пішак · c5 чорний пішак · e5 білий кінь · f5 білий слон · a4 білий король · c4 білий пішак · d4 чорний король · g4 чорний пішак · c3 чорний пішак · d3 білий пішак · e3 чорний пішак · f2 чорний пішак · g2 чорний пішак · a1 білий ферзь · g1 біла тура | d7 чорний пішак · e6 біла тура · f6 чорний пішак · c5 чорний пішак · e5 білий кінь · f5 білий слон · a4 білий король · c4 білий пішак · d4 чорний король · g4 чорний пішак · c3 чорний пішак · d3 білий пішак · e3 чорний пішак · f2 чорний пішак · g2 чорний пішак · a1 білий ферзь · g1 біла тура | d7 чорний пішак · e6 біла тура · f6 чорний пішак · c5 чорний пішак · e5 білий кінь · f5 білий слон · a4 білий король · c4 білий пішак · d4 чорний король · g4 чорний пішак · c3 чорний пішак · d3 білий пішак · e3 чорний пішак · f2 чорний пішак · g2 чорний пішак · a1 білий ферзь · g1 біла тура | d7 чорний пішак · e6 біла тура · f6 чорний пішак · c5 чорний пішак · e5 білий кінь · f5 білий слон · a4 білий король · c4 білий пішак · d4 чорний король · g4 чорний пішак · c3 чорний пішак · d3 білий пішак · e3 чорний пішак · f2 чорний пішак · g2 чорний пішак · a1 білий ферзь · g1 біла тура | 3 |
| 2 | d7 чорний пішак · e6 біла тура · f6 чорний пішак · c5 чорний пішак · e5 білий кінь · f5 білий слон · a4 білий король · c4 білий пішак · d4 чорний король · g4 чорний пішак · c3 чорний пішак · d3 білий пішак · e3 чорний пішак · f2 чорний пішак · g2 чорний пішак · a1 білий ферзь · g1 біла тура | d7 чорний пішак · e6 біла тура · f6 чорний пішак · c5 чорний пішак · e5 білий кінь · f5 білий слон · a4 білий король · c4 білий пішак · d4 чорний король · g4 чорний пішак · c3 чорний пішак · d3 білий пішак · e3 чорний пішак · f2 чорний пішак · g2 чорний пішак · a1 білий ферзь · g1 біла тура | d7 чорний пішак · e6 біла тура · f6 чорний пішак · c5 чорний пішак · e5 білий кінь · f5 білий слон · a4 білий король · c4 білий пішак · d4 чорний король · g4 чорний пішак · c3 чорний пішак · d3 білий пішак · e3 чорний пішак · f2 чорний пішак · g2 чорний пішак · a1 білий ферзь · g1 біла тура | d7 чорний пішак · e6 біла тура · f6 чорний пішак · c5 чорний пішак · e5 білий кінь · f5 білий слон · a4 білий король · c4 білий пішак · d4 чорний король · g4 чорний пішак · c3 чорний пішак · d3 білий пішак · e3 чорний пішак · f2 чорний пішак · g2 чорний пішак · a1 білий ферзь · g1 біла тура | d7 чорний пішак · e6 біла тура · f6 чорний пішак · c5 чорний пішак · e5 білий кінь · f5 білий слон · a4 білий король · c4 білий пішак · d4 чорний король · g4 чорний пішак · c3 чорний пішак · d3 білий пішак · e3 чорний пішак · f2 чорний пішак · g2 чорний пішак · a1 білий ферзь · g1 біла тура | d7 чорний пішак · e6 біла тура · f6 чорний пішак · c5 чорний пішак · e5 білий кінь · f5 білий слон · a4 білий король · c4 білий пішак · d4 чорний король · g4 чорний пішак · c3 чорний пішак · d3 білий пішак · e3 чорний пішак · f2 чорний пішак · g2 чорний пішак · a1 білий ферзь · g1 біла тура | d7 чорний пішак · e6 біла тура · f6 чорний пішак · c5 чорний пішак · e5 білий кінь · f5 білий слон · a4 білий король · c4 білий пішак · d4 чорний король · g4 чорний пішак · c3 чорний пішак · d3 білий пішак · e3 чорний пішак · f2 чорний пішак · g2 чорний пішак · a1 білий ферзь · g1 біла тура | d7 чорний пішак · e6 біла тура · f6 чорний пішак · c5 чорний пішак · e5 білий кінь · f5 білий слон · a4 білий король · c4 білий пішак · d4 чорний король · g4 чорний пішак · c3 чорний пішак · d3 білий пішак · e3 чорний пішак · f2 чорний пішак · g2 чорний пішак · a1 білий ферзь · g1 біла тура | 2 |
| 1 | d7 чорний пішак · e6 біла тура · f6 чорний пішак · c5 чорний пішак · e5 білий кінь · f5 білий слон · a4 білий король · c4 білий пішак · d4 чорний король · g4 чорний пішак · c3 чорний пішак · d3 білий пішак · e3 чорний пішак · f2 чорний пішак · g2 чорний пішак · a1 білий ферзь · g1 біла тура | d7 чорний пішак · e6 біла тура · f6 чорний пішак · c5 чорний пішак · e5 білий кінь · f5 білий слон · a4 білий король · c4 білий пішак · d4 чорний король · g4 чорний пішак · c3 чорний пішак · d3 білий пішак · e3 чорний пішак · f2 чорний пішак · g2 чорний пішак · a1 білий ферзь · g1 біла тура | d7 чорний пішак · e6 біла тура · f6 чорний пішак · c5 чорний пішак · e5 білий кінь · f5 білий слон · a4 білий король · c4 білий пішак · d4 чорний король · g4 чорний пішак · c3 чорний пішак · d3 білий пішак · e3 чорний пішак · f2 чорний пішак · g2 чорний пішак · a1 білий ферзь · g1 біла тура | d7 чорний пішак · e6 біла тура · f6 чорний пішак · c5 чорний пішак · e5 білий кінь · f5 білий слон · a4 білий король · c4 білий пішак · d4 чорний король · g4 чорний пішак · c3 чорний пішак · d3 білий пішак · e3 чорний пішак · f2 чорний пішак · g2 чорний пішак · a1 білий ферзь · g1 біла тура | d7 чорний пішак · e6 біла тура · f6 чорний пішак · c5 чорний пішак · e5 білий кінь · f5 білий слон · a4 білий король · c4 білий пішак · d4 чорний король · g4 чорний пішак · c3 чорний пішак · d3 білий пішак · e3 чорний пішак · f2 чорний пішак · g2 чорний пішак · a1 білий ферзь · g1 біла тура | d7 чорний пішак · e6 біла тура · f6 чорний пішак · c5 чорний пішак · e5 білий кінь · f5 білий слон · a4 білий король · c4 білий пішак · d4 чорний король · g4 чорний пішак · c3 чорний пішак · d3 білий пішак · e3 чорний пішак · f2 чорний пішак · g2 чорний пішак · a1 білий ферзь · g1 біла тура | d7 чорний пішак · e6 біла тура · f6 чорний пішак · c5 чорний пішак · e5 білий кінь · f5 білий слон · a4 білий король · c4 білий пішак · d4 чорний король · g4 чорний пішак · c3 чорний пішак · d3 білий пішак · e3 чорний пішак · f2 чорний пішак · g2 чорний пішак · a1 білий ферзь · g1 біла тура | d7 чорний пішак · e6 біла тура · f6 чорний пішак · c5 чорний пішак · e5 білий кінь · f5 білий слон · a4 білий король · c4 білий пішак · d4 чорний король · g4 чорний пішак · c3 чорний пішак · d3 білий пішак · e3 чорний пішак · f2 чорний пішак · g2 чорний пішак · a1 білий ферзь · g1 біла тура | 1 |
|   | a | b | c | d | e | f | g | h |   |

1. Sf7? ~ 2. Td6#, 1. ... de, d5, e2!
1. S:g4? ~ 2. Td6#, 1. ... de, d5!
1. Df1! ~ Zz
1. ... gfD 2. T:g4#
1. ... fgD 2. Df4#
1. ... fe 2. Td6#
1. ... de 2. Sc6#
- — - — - — -
1. ... c2 2. Da1#
1. ... d5 2. Sc6#
1. ... e2 2. D:f2#
В задачі додатково виражено Харківську (Роттердамську) тему.

### Циклічна форма
Для вираження циклічної форми тема проходить, як мінімум у трьох варіантах — а саме циклічне чергування функцій білих фігур, які то матують, то стають жертовними.

### Циклічна подвоєна форма
При вираженні подвоєної циклічної форми тема проходить у двох паралельних циклах, у кожному циклі, як мінімум, три варіанти. В результаті — в задачі має бути, що найменше шість тематичних варіантів.
|   | a | b | c | d | e | f | g | h |   |
| 8 | g8 білий слон · a6 чорний кінь · d6 білий король · g6 чорний пішак · b5 чорний пішак · g5 чорний пішак · a4 чорний слон · b4 чорний пішак · d4 чорний король · f4 чорний пішак · a3 білий кінь · b3 біла тура · c3 чорний пішак · e3 чорний пішак · f3 біла тура · g3 білий кінь · c2 білий пішак · d2 білий пішак | g8 білий слон · a6 чорний кінь · d6 білий король · g6 чорний пішак · b5 чорний пішак · g5 чорний пішак · a4 чорний слон · b4 чорний пішак · d4 чорний король · f4 чорний пішак · a3 білий кінь · b3 біла тура · c3 чорний пішак · e3 чорний пішак · f3 біла тура · g3 білий кінь · c2 білий пішак · d2 білий пішак | g8 білий слон · a6 чорний кінь · d6 білий король · g6 чорний пішак · b5 чорний пішак · g5 чорний пішак · a4 чорний слон · b4 чорний пішак · d4 чорний король · f4 чорний пішак · a3 білий кінь · b3 біла тура · c3 чорний пішак · e3 чорний пішак · f3 біла тура · g3 білий кінь · c2 білий пішак · d2 білий пішак | g8 білий слон · a6 чорний кінь · d6 білий король · g6 чорний пішак · b5 чорний пішак · g5 чорний пішак · a4 чорний слон · b4 чорний пішак · d4 чорний король · f4 чорний пішак · a3 білий кінь · b3 біла тура · c3 чорний пішак · e3 чорний пішак · f3 біла тура · g3 білий кінь · c2 білий пішак · d2 білий пішак | g8 білий слон · a6 чорний кінь · d6 білий король · g6 чорний пішак · b5 чорний пішак · g5 чорний пішак · a4 чорний слон · b4 чорний пішак · d4 чорний король · f4 чорний пішак · a3 білий кінь · b3 біла тура · c3 чорний пішак · e3 чорний пішак · f3 біла тура · g3 білий кінь · c2 білий пішак · d2 білий пішак | g8 білий слон · a6 чорний кінь · d6 білий король · g6 чорний пішак · b5 чорний пішак · g5 чорний пішак · a4 чорний слон · b4 чорний пішак · d4 чорний король · f4 чорний пішак · a3 білий кінь · b3 біла тура · c3 чорний пішак · e3 чорний пішак · f3 біла тура · g3 білий кінь · c2 білий пішак · d2 білий пішак | g8 білий слон · a6 чорний кінь · d6 білий король · g6 чорний пішак · b5 чорний пішак · g5 чорний пішак · a4 чорний слон · b4 чорний пішак · d4 чорний король · f4 чорний пішак · a3 білий кінь · b3 біла тура · c3 чорний пішак · e3 чорний пішак · f3 біла тура · g3 білий кінь · c2 білий пішак · d2 білий пішак | g8 білий слон · a6 чорний кінь · d6 білий король · g6 чорний пішак · b5 чорний пішак · g5 чорний пішак · a4 чорний слон · b4 чорний пішак · d4 чорний король · f4 чорний пішак · a3 білий кінь · b3 біла тура · c3 чорний пішак · e3 чорний пішак · f3 біла тура · g3 білий кінь · c2 білий пішак · d2 білий пішак | 8 |
| 7 | g8 білий слон · a6 чорний кінь · d6 білий король · g6 чорний пішак · b5 чорний пішак · g5 чорний пішак · a4 чорний слон · b4 чорний пішак · d4 чорний король · f4 чорний пішак · a3 білий кінь · b3 біла тура · c3 чорний пішак · e3 чорний пішак · f3 біла тура · g3 білий кінь · c2 білий пішак · d2 білий пішак | g8 білий слон · a6 чорний кінь · d6 білий король · g6 чорний пішак · b5 чорний пішак · g5 чорний пішак · a4 чорний слон · b4 чорний пішак · d4 чорний король · f4 чорний пішак · a3 білий кінь · b3 біла тура · c3 чорний пішак · e3 чорний пішак · f3 біла тура · g3 білий кінь · c2 білий пішак · d2 білий пішак | g8 білий слон · a6 чорний кінь · d6 білий король · g6 чорний пішак · b5 чорний пішак · g5 чорний пішак · a4 чорний слон · b4 чорний пішак · d4 чорний король · f4 чорний пішак · a3 білий кінь · b3 біла тура · c3 чорний пішак · e3 чорний пішак · f3 біла тура · g3 білий кінь · c2 білий пішак · d2 білий пішак | g8 білий слон · a6 чорний кінь · d6 білий король · g6 чорний пішак · b5 чорний пішак · g5 чорний пішак · a4 чорний слон · b4 чорний пішак · d4 чорний король · f4 чорний пішак · a3 білий кінь · b3 біла тура · c3 чорний пішак · e3 чорний пішак · f3 біла тура · g3 білий кінь · c2 білий пішак · d2 білий пішак | g8 білий слон · a6 чорний кінь · d6 білий король · g6 чорний пішак · b5 чорний пішак · g5 чорний пішак · a4 чорний слон · b4 чорний пішак · d4 чорний король · f4 чорний пішак · a3 білий кінь · b3 біла тура · c3 чорний пішак · e3 чорний пішак · f3 біла тура · g3 білий кінь · c2 білий пішак · d2 білий пішак | g8 білий слон · a6 чорний кінь · d6 білий король · g6 чорний пішак · b5 чорний пішак · g5 чорний пішак · a4 чорний слон · b4 чорний пішак · d4 чорний король · f4 чорний пішак · a3 білий кінь · b3 біла тура · c3 чорний пішак · e3 чорний пішак · f3 біла тура · g3 білий кінь · c2 білий пішак · d2 білий пішак | g8 білий слон · a6 чорний кінь · d6 білий король · g6 чорний пішак · b5 чорний пішак · g5 чорний пішак · a4 чорний слон · b4 чорний пішак · d4 чорний король · f4 чорний пішак · a3 білий кінь · b3 біла тура · c3 чорний пішак · e3 чорний пішак · f3 біла тура · g3 білий кінь · c2 білий пішак · d2 білий пішак | g8 білий слон · a6 чорний кінь · d6 білий король · g6 чорний пішак · b5 чорний пішак · g5 чорний пішак · a4 чорний слон · b4 чорний пішак · d4 чорний король · f4 чорний пішак · a3 білий кінь · b3 біла тура · c3 чорний пішак · e3 чорний пішак · f3 біла тура · g3 білий кінь · c2 білий пішак · d2 білий пішак | 7 |
| 6 | g8 білий слон · a6 чорний кінь · d6 білий король · g6 чорний пішак · b5 чорний пішак · g5 чорний пішак · a4 чорний слон · b4 чорний пішак · d4 чорний король · f4 чорний пішак · a3 білий кінь · b3 біла тура · c3 чорний пішак · e3 чорний пішак · f3 біла тура · g3 білий кінь · c2 білий пішак · d2 білий пішак | g8 білий слон · a6 чорний кінь · d6 білий король · g6 чорний пішак · b5 чорний пішак · g5 чорний пішак · a4 чорний слон · b4 чорний пішак · d4 чорний король · f4 чорний пішак · a3 білий кінь · b3 біла тура · c3 чорний пішак · e3 чорний пішак · f3 біла тура · g3 білий кінь · c2 білий пішак · d2 білий пішак | g8 білий слон · a6 чорний кінь · d6 білий король · g6 чорний пішак · b5 чорний пішак · g5 чорний пішак · a4 чорний слон · b4 чорний пішак · d4 чорний король · f4 чорний пішак · a3 білий кінь · b3 біла тура · c3 чорний пішак · e3 чорний пішак · f3 біла тура · g3 білий кінь · c2 білий пішак · d2 білий пішак | g8 білий слон · a6 чорний кінь · d6 білий король · g6 чорний пішак · b5 чорний пішак · g5 чорний пішак · a4 чорний слон · b4 чорний пішак · d4 чорний король · f4 чорний пішак · a3 білий кінь · b3 біла тура · c3 чорний пішак · e3 чорний пішак · f3 біла тура · g3 білий кінь · c2 білий пішак · d2 білий пішак | g8 білий слон · a6 чорний кінь · d6 білий король · g6 чорний пішак · b5 чорний пішак · g5 чорний пішак · a4 чорний слон · b4 чорний пішак · d4 чорний король · f4 чорний пішак · a3 білий кінь · b3 біла тура · c3 чорний пішак · e3 чорний пішак · f3 біла тура · g3 білий кінь · c2 білий пішак · d2 білий пішак | g8 білий слон · a6 чорний кінь · d6 білий король · g6 чорний пішак · b5 чорний пішак · g5 чорний пішак · a4 чорний слон · b4 чорний пішак · d4 чорний король · f4 чорний пішак · a3 білий кінь · b3 біла тура · c3 чорний пішак · e3 чорний пішак · f3 біла тура · g3 білий кінь · c2 білий пішак · d2 білий пішак | g8 білий слон · a6 чорний кінь · d6 білий король · g6 чорний пішак · b5 чорний пішак · g5 чорний пішак · a4 чорний слон · b4 чорний пішак · d4 чорний король · f4 чорний пішак · a3 білий кінь · b3 біла тура · c3 чорний пішак · e3 чорний пішак · f3 біла тура · g3 білий кінь · c2 білий пішак · d2 білий пішак | g8 білий слон · a6 чорний кінь · d6 білий король · g6 чорний пішак · b5 чорний пішак · g5 чорний пішак · a4 чорний слон · b4 чорний пішак · d4 чорний король · f4 чорний пішак · a3 білий кінь · b3 біла тура · c3 чорний пішак · e3 чорний пішак · f3 біла тура · g3 білий кінь · c2 білий пішак · d2 білий пішак | 6 |
| 5 | g8 білий слон · a6 чорний кінь · d6 білий король · g6 чорний пішак · b5 чорний пішак · g5 чорний пішак · a4 чорний слон · b4 чорний пішак · d4 чорний король · f4 чорний пішак · a3 білий кінь · b3 біла тура · c3 чорний пішак · e3 чорний пішак · f3 біла тура · g3 білий кінь · c2 білий пішак · d2 білий пішак | g8 білий слон · a6 чорний кінь · d6 білий король · g6 чорний пішак · b5 чорний пішак · g5 чорний пішак · a4 чорний слон · b4 чорний пішак · d4 чорний король · f4 чорний пішак · a3 білий кінь · b3 біла тура · c3 чорний пішак · e3 чорний пішак · f3 біла тура · g3 білий кінь · c2 білий пішак · d2 білий пішак | g8 білий слон · a6 чорний кінь · d6 білий король · g6 чорний пішак · b5 чорний пішак · g5 чорний пішак · a4 чорний слон · b4 чорний пішак · d4 чорний король · f4 чорний пішак · a3 білий кінь · b3 біла тура · c3 чорний пішак · e3 чорний пішак · f3 біла тура · g3 білий кінь · c2 білий пішак · d2 білий пішак | g8 білий слон · a6 чорний кінь · d6 білий король · g6 чорний пішак · b5 чорний пішак · g5 чорний пішак · a4 чорний слон · b4 чорний пішак · d4 чорний король · f4 чорний пішак · a3 білий кінь · b3 біла тура · c3 чорний пішак · e3 чорний пішак · f3 біла тура · g3 білий кінь · c2 білий пішак · d2 білий пішак | g8 білий слон · a6 чорний кінь · d6 білий король · g6 чорний пішак · b5 чорний пішак · g5 чорний пішак · a4 чорний слон · b4 чорний пішак · d4 чорний король · f4 чорний пішак · a3 білий кінь · b3 біла тура · c3 чорний пішак · e3 чорний пішак · f3 біла тура · g3 білий кінь · c2 білий пішак · d2 білий пішак | g8 білий слон · a6 чорний кінь · d6 білий король · g6 чорний пішак · b5 чорний пішак · g5 чорний пішак · a4 чорний слон · b4 чорний пішак · d4 чорний король · f4 чорний пішак · a3 білий кінь · b3 біла тура · c3 чорний пішак · e3 чорний пішак · f3 біла тура · g3 білий кінь · c2 білий пішак · d2 білий пішак | g8 білий слон · a6 чорний кінь · d6 білий король · g6 чорний пішак · b5 чорний пішак · g5 чорний пішак · a4 чорний слон · b4 чорний пішак · d4 чорний король · f4 чорний пішак · a3 білий кінь · b3 біла тура · c3 чорний пішак · e3 чорний пішак · f3 біла тура · g3 білий кінь · c2 білий пішак · d2 білий пішак | g8 білий слон · a6 чорний кінь · d6 білий король · g6 чорний пішак · b5 чорний пішак · g5 чорний пішак · a4 чорний слон · b4 чорний пішак · d4 чорний король · f4 чорний пішак · a3 білий кінь · b3 біла тура · c3 чорний пішак · e3 чорний пішак · f3 біла тура · g3 білий кінь · c2 білий пішак · d2 білий пішак | 5 |
| 4 | g8 білий слон · a6 чорний кінь · d6 білий король · g6 чорний пішак · b5 чорний пішак · g5 чорний пішак · a4 чорний слон · b4 чорний пішак · d4 чорний король · f4 чорний пішак · a3 білий кінь · b3 біла тура · c3 чорний пішак · e3 чорний пішак · f3 біла тура · g3 білий кінь · c2 білий пішак · d2 білий пішак | g8 білий слон · a6 чорний кінь · d6 білий король · g6 чорний пішак · b5 чорний пішак · g5 чорний пішак · a4 чорний слон · b4 чорний пішак · d4 чорний король · f4 чорний пішак · a3 білий кінь · b3 біла тура · c3 чорний пішак · e3 чорний пішак · f3 біла тура · g3 білий кінь · c2 білий пішак · d2 білий пішак | g8 білий слон · a6 чорний кінь · d6 білий король · g6 чорний пішак · b5 чорний пішак · g5 чорний пішак · a4 чорний слон · b4 чорний пішак · d4 чорний король · f4 чорний пішак · a3 білий кінь · b3 біла тура · c3 чорний пішак · e3 чорний пішак · f3 біла тура · g3 білий кінь · c2 білий пішак · d2 білий пішак | g8 білий слон · a6 чорний кінь · d6 білий король · g6 чорний пішак · b5 чорний пішак · g5 чорний пішак · a4 чорний слон · b4 чорний пішак · d4 чорний король · f4 чорний пішак · a3 білий кінь · b3 біла тура · c3 чорний пішак · e3 чорний пішак · f3 біла тура · g3 білий кінь · c2 білий пішак · d2 білий пішак | g8 білий слон · a6 чорний кінь · d6 білий король · g6 чорний пішак · b5 чорний пішак · g5 чорний пішак · a4 чорний слон · b4 чорний пішак · d4 чорний король · f4 чорний пішак · a3 білий кінь · b3 біла тура · c3 чорний пішак · e3 чорний пішак · f3 біла тура · g3 білий кінь · c2 білий пішак · d2 білий пішак | g8 білий слон · a6 чорний кінь · d6 білий король · g6 чорний пішак · b5 чорний пішак · g5 чорний пішак · a4 чорний слон · b4 чорний пішак · d4 чорний король · f4 чорний пішак · a3 білий кінь · b3 біла тура · c3 чорний пішак · e3 чорний пішак · f3 біла тура · g3 білий кінь · c2 білий пішак · d2 білий пішак | g8 білий слон · a6 чорний кінь · d6 білий король · g6 чорний пішак · b5 чорний пішак · g5 чорний пішак · a4 чорний слон · b4 чорний пішак · d4 чорний король · f4 чорний пішак · a3 білий кінь · b3 біла тура · c3 чорний пішак · e3 чорний пішак · f3 біла тура · g3 білий кінь · c2 білий пішак · d2 білий пішак | g8 білий слон · a6 чорний кінь · d6 білий король · g6 чорний пішак · b5 чорний пішак · g5 чорний пішак · a4 чорний слон · b4 чорний пішак · d4 чорний король · f4 чорний пішак · a3 білий кінь · b3 біла тура · c3 чорний пішак · e3 чорний пішак · f3 біла тура · g3 білий кінь · c2 білий пішак · d2 білий пішак | 4 |
| 3 | g8 білий слон · a6 чорний кінь · d6 білий король · g6 чорний пішак · b5 чорний пішак · g5 чорний пішак · a4 чорний слон · b4 чорний пішак · d4 чорний король · f4 чорний пішак · a3 білий кінь · b3 біла тура · c3 чорний пішак · e3 чорний пішак · f3 біла тура · g3 білий кінь · c2 білий пішак · d2 білий пішак | g8 білий слон · a6 чорний кінь · d6 білий король · g6 чорний пішак · b5 чорний пішак · g5 чорний пішак · a4 чорний слон · b4 чорний пішак · d4 чорний король · f4 чорний пішак · a3 білий кінь · b3 біла тура · c3 чорний пішак · e3 чорний пішак · f3 біла тура · g3 білий кінь · c2 білий пішак · d2 білий пішак | g8 білий слон · a6 чорний кінь · d6 білий король · g6 чорний пішак · b5 чорний пішак · g5 чорний пішак · a4 чорний слон · b4 чорний пішак · d4 чорний король · f4 чорний пішак · a3 білий кінь · b3 біла тура · c3 чорний пішак · e3 чорний пішак · f3 біла тура · g3 білий кінь · c2 білий пішак · d2 білий пішак | g8 білий слон · a6 чорний кінь · d6 білий король · g6 чорний пішак · b5 чорний пішак · g5 чорний пішак · a4 чорний слон · b4 чорний пішак · d4 чорний король · f4 чорний пішак · a3 білий кінь · b3 біла тура · c3 чорний пішак · e3 чорний пішак · f3 біла тура · g3 білий кінь · c2 білий пішак · d2 білий пішак | g8 білий слон · a6 чорний кінь · d6 білий король · g6 чорний пішак · b5 чорний пішак · g5 чорний пішак · a4 чорний слон · b4 чорний пішак · d4 чорний король · f4 чорний пішак · a3 білий кінь · b3 біла тура · c3 чорний пішак · e3 чорний пішак · f3 біла тура · g3 білий кінь · c2 білий пішак · d2 білий пішак | g8 білий слон · a6 чорний кінь · d6 білий король · g6 чорний пішак · b5 чорний пішак · g5 чорний пішак · a4 чорний слон · b4 чорний пішак · d4 чорний король · f4 чорний пішак · a3 білий кінь · b3 біла тура · c3 чорний пішак · e3 чорний пішак · f3 біла тура · g3 білий кінь · c2 білий пішак · d2 білий пішак | g8 білий слон · a6 чорний кінь · d6 білий король · g6 чорний пішак · b5 чорний пішак · g5 чорний пішак · a4 чорний слон · b4 чорний пішак · d4 чорний король · f4 чорний пішак · a3 білий кінь · b3 біла тура · c3 чорний пішак · e3 чорний пішак · f3 біла тура · g3 білий кінь · c2 білий пішак · d2 білий пішак | g8 білий слон · a6 чорний кінь · d6 білий король · g6 чорний пішак · b5 чорний пішак · g5 чорний пішак · a4 чорний слон · b4 чорний пішак · d4 чорний король · f4 чорний пішак · a3 білий кінь · b3 біла тура · c3 чорний пішак · e3 чорний пішак · f3 біла тура · g3 білий кінь · c2 білий пішак · d2 білий пішак | 3 |
| 2 | g8 білий слон · a6 чорний кінь · d6 білий король · g6 чорний пішак · b5 чорний пішак · g5 чорний пішак · a4 чорний слон · b4 чорний пішак · d4 чорний король · f4 чорний пішак · a3 білий кінь · b3 біла тура · c3 чорний пішак · e3 чорний пішак · f3 біла тура · g3 білий кінь · c2 білий пішак · d2 білий пішак | g8 білий слон · a6 чорний кінь · d6 білий король · g6 чорний пішак · b5 чорний пішак · g5 чорний пішак · a4 чорний слон · b4 чорний пішак · d4 чорний король · f4 чорний пішак · a3 білий кінь · b3 біла тура · c3 чорний пішак · e3 чорний пішак · f3 біла тура · g3 білий кінь · c2 білий пішак · d2 білий пішак | g8 білий слон · a6 чорний кінь · d6 білий король · g6 чорний пішак · b5 чорний пішак · g5 чорний пішак · a4 чорний слон · b4 чорний пішак · d4 чорний король · f4 чорний пішак · a3 білий кінь · b3 біла тура · c3 чорний пішак · e3 чорний пішак · f3 біла тура · g3 білий кінь · c2 білий пішак · d2 білий пішак | g8 білий слон · a6 чорний кінь · d6 білий король · g6 чорний пішак · b5 чорний пішак · g5 чорний пішак · a4 чорний слон · b4 чорний пішак · d4 чорний король · f4 чорний пішак · a3 білий кінь · b3 біла тура · c3 чорний пішак · e3 чорний пішак · f3 біла тура · g3 білий кінь · c2 білий пішак · d2 білий пішак | g8 білий слон · a6 чорний кінь · d6 білий король · g6 чорний пішак · b5 чорний пішак · g5 чорний пішак · a4 чорний слон · b4 чорний пішак · d4 чорний король · f4 чорний пішак · a3 білий кінь · b3 біла тура · c3 чорний пішак · e3 чорний пішак · f3 біла тура · g3 білий кінь · c2 білий пішак · d2 білий пішак | g8 білий слон · a6 чорний кінь · d6 білий король · g6 чорний пішак · b5 чорний пішак · g5 чорний пішак · a4 чорний слон · b4 чорний пішак · d4 чорний король · f4 чорний пішак · a3 білий кінь · b3 біла тура · c3 чорний пішак · e3 чорний пішак · f3 біла тура · g3 білий кінь · c2 білий пішак · d2 білий пішак | g8 білий слон · a6 чорний кінь · d6 білий король · g6 чорний пішак · b5 чорний пішак · g5 чорний пішак · a4 чорний слон · b4 чорний пішак · d4 чорний король · f4 чорний пішак · a3 білий кінь · b3 біла тура · c3 чорний пішак · e3 чорний пішак · f3 біла тура · g3 білий кінь · c2 білий пішак · d2 білий пішак | g8 білий слон · a6 чорний кінь · d6 білий король · g6 чорний пішак · b5 чорний пішак · g5 чорний пішак · a4 чорний слон · b4 чорний пішак · d4 чорний король · f4 чорний пішак · a3 білий кінь · b3 біла тура · c3 чорний пішак · e3 чорний пішак · f3 біла тура · g3 білий кінь · c2 білий пішак · d2 білий пішак | 2 |
| 1 | g8 білий слон · a6 чорний кінь · d6 білий король · g6 чорний пішак · b5 чорний пішак · g5 чорний пішак · a4 чорний слон · b4 чорний пішак · d4 чорний король · f4 чорний пішак · a3 білий кінь · b3 біла тура · c3 чорний пішак · e3 чорний пішак · f3 біла тура · g3 білий кінь · c2 білий пішак · d2 білий пішак | g8 білий слон · a6 чорний кінь · d6 білий король · g6 чорний пішак · b5 чорний пішак · g5 чорний пішак · a4 чорний слон · b4 чорний пішак · d4 чорний король · f4 чорний пішак · a3 білий кінь · b3 біла тура · c3 чорний пішак · e3 чорний пішак · f3 біла тура · g3 білий кінь · c2 білий пішак · d2 білий пішак | g8 білий слон · a6 чорний кінь · d6 білий король · g6 чорний пішак · b5 чорний пішак · g5 чорний пішак · a4 чорний слон · b4 чорний пішак · d4 чорний король · f4 чорний пішак · a3 білий кінь · b3 біла тура · c3 чорний пішак · e3 чорний пішак · f3 біла тура · g3 білий кінь · c2 білий пішак · d2 білий пішак | g8 білий слон · a6 чорний кінь · d6 білий король · g6 чорний пішак · b5 чорний пішак · g5 чорний пішак · a4 чорний слон · b4 чорний пішак · d4 чорний король · f4 чорний пішак · a3 білий кінь · b3 біла тура · c3 чорний пішак · e3 чорний пішак · f3 біла тура · g3 білий кінь · c2 білий пішак · d2 білий пішак | g8 білий слон · a6 чорний кінь · d6 білий король · g6 чорний пішак · b5 чорний пішак · g5 чорний пішак · a4 чорний слон · b4 чорний пішак · d4 чорний король · f4 чорний пішак · a3 білий кінь · b3 біла тура · c3 чорний пішак · e3 чорний пішак · f3 біла тура · g3 білий кінь · c2 білий пішак · d2 білий пішак | g8 білий слон · a6 чорний кінь · d6 білий король · g6 чорний пішак · b5 чорний пішак · g5 чорний пішак · a4 чорний слон · b4 чорний пішак · d4 чорний король · f4 чорний пішак · a3 білий кінь · b3 біла тура · c3 чорний пішак · e3 чорний пішак · f3 біла тура · g3 білий кінь · c2 білий пішак · d2 білий пішак | g8 білий слон · a6 чорний кінь · d6 білий король · g6 чорний пішак · b5 чорний пішак · g5 чорний пішак · a4 чорний слон · b4 чорний пішак · d4 чорний король · f4 чорний пішак · a3 білий кінь · b3 біла тура · c3 чорний пішак · e3 чорний пішак · f3 біла тура · g3 білий кінь · c2 білий пішак · d2 білий пішак | g8 білий слон · a6 чорний кінь · d6 білий король · g6 чорний пішак · b5 чорний пішак · g5 чорний пішак · a4 чорний слон · b4 чорний пішак · d4 чорний король · f4 чорний пішак · a3 білий кінь · b3 біла тура · c3 чорний пішак · e3 чорний пішак · f3 біла тура · g3 білий кінь · c2 білий пішак · d2 білий пішак | 1 |
|   | a | b | c | d | e | f | g | h |   |

1.Ld5! Zz
1. ... cd2 2. Td3#
1. ... L:b3 2. S:b5#
1. ... ba3 2. dc3#
1. ... S:f3 2. Se2#
1. ... fg3 2. de3#
1. ... ed2 2. Td3#
- — - — - — -
1. ... Sa~ 2. T:b4#
1. ... g4 2. Tf4#
В задачі виражено подвоєння циклічної форми теми Шпекмана.

## Тема в мініатюрі
|   | a | b | c | d | e | f | g | h |   |
| 8 | h8 чорний король · h7 білий пішак · g6 білий король · d2 чорний пішак · e2 чорний пішак · d1 біла тура · h1 біла тура | h8 чорний король · h7 білий пішак · g6 білий король · d2 чорний пішак · e2 чорний пішак · d1 біла тура · h1 біла тура | h8 чорний король · h7 білий пішак · g6 білий король · d2 чорний пішак · e2 чорний пішак · d1 біла тура · h1 біла тура | h8 чорний король · h7 білий пішак · g6 білий король · d2 чорний пішак · e2 чорний пішак · d1 біла тура · h1 біла тура | h8 чорний король · h7 білий пішак · g6 білий король · d2 чорний пішак · e2 чорний пішак · d1 біла тура · h1 біла тура | h8 чорний король · h7 білий пішак · g6 білий король · d2 чорний пішак · e2 чорний пішак · d1 біла тура · h1 біла тура | h8 чорний король · h7 білий пішак · g6 білий король · d2 чорний пішак · e2 чорний пішак · d1 біла тура · h1 біла тура | h8 чорний король · h7 білий пішак · g6 білий король · d2 чорний пішак · e2 чорний пішак · d1 біла тура · h1 біла тура | 8 |
| 7 | h8 чорний король · h7 білий пішак · g6 білий король · d2 чорний пішак · e2 чорний пішак · d1 біла тура · h1 біла тура | h8 чорний король · h7 білий пішак · g6 білий король · d2 чорний пішак · e2 чорний пішак · d1 біла тура · h1 біла тура | h8 чорний король · h7 білий пішак · g6 білий король · d2 чорний пішак · e2 чорний пішак · d1 біла тура · h1 біла тура | h8 чорний король · h7 білий пішак · g6 білий король · d2 чорний пішак · e2 чорний пішак · d1 біла тура · h1 біла тура | h8 чорний король · h7 білий пішак · g6 білий король · d2 чорний пішак · e2 чорний пішак · d1 біла тура · h1 біла тура | h8 чорний король · h7 білий пішак · g6 білий король · d2 чорний пішак · e2 чорний пішак · d1 біла тура · h1 біла тура | h8 чорний король · h7 білий пішак · g6 білий король · d2 чорний пішак · e2 чорний пішак · d1 біла тура · h1 біла тура | h8 чорний король · h7 білий пішак · g6 білий король · d2 чорний пішак · e2 чорний пішак · d1 біла тура · h1 біла тура | 7 |
| 6 | h8 чорний король · h7 білий пішак · g6 білий король · d2 чорний пішак · e2 чорний пішак · d1 біла тура · h1 біла тура | h8 чорний король · h7 білий пішак · g6 білий король · d2 чорний пішак · e2 чорний пішак · d1 біла тура · h1 біла тура | h8 чорний король · h7 білий пішак · g6 білий король · d2 чорний пішак · e2 чорний пішак · d1 біла тура · h1 біла тура | h8 чорний король · h7 білий пішак · g6 білий король · d2 чорний пішак · e2 чорний пішак · d1 біла тура · h1 біла тура | h8 чорний король · h7 білий пішак · g6 білий король · d2 чорний пішак · e2 чорний пішак · d1 біла тура · h1 біла тура | h8 чорний король · h7 білий пішак · g6 білий король · d2 чорний пішак · e2 чорний пішак · d1 біла тура · h1 біла тура | h8 чорний король · h7 білий пішак · g6 білий король · d2 чорний пішак · e2 чорний пішак · d1 біла тура · h1 біла тура | h8 чорний король · h7 білий пішак · g6 білий король · d2 чорний пішак · e2 чорний пішак · d1 біла тура · h1 біла тура | 6 |
| 5 | h8 чорний король · h7 білий пішак · g6 білий король · d2 чорний пішак · e2 чорний пішак · d1 біла тура · h1 біла тура | h8 чорний король · h7 білий пішак · g6 білий король · d2 чорний пішак · e2 чорний пішак · d1 біла тура · h1 біла тура | h8 чорний король · h7 білий пішак · g6 білий король · d2 чорний пішак · e2 чорний пішак · d1 біла тура · h1 біла тура | h8 чорний король · h7 білий пішак · g6 білий король · d2 чорний пішак · e2 чорний пішак · d1 біла тура · h1 біла тура | h8 чорний король · h7 білий пішак · g6 білий король · d2 чорний пішак · e2 чорний пішак · d1 біла тура · h1 біла тура | h8 чорний король · h7 білий пішак · g6 білий король · d2 чорний пішак · e2 чорний пішак · d1 біла тура · h1 біла тура | h8 чорний король · h7 білий пішак · g6 білий король · d2 чорний пішак · e2 чорний пішак · d1 біла тура · h1 біла тура | h8 чорний король · h7 білий пішак · g6 білий король · d2 чорний пішак · e2 чорний пішак · d1 біла тура · h1 біла тура | 5 |
| 4 | h8 чорний король · h7 білий пішак · g6 білий король · d2 чорний пішак · e2 чорний пішак · d1 біла тура · h1 біла тура | h8 чорний король · h7 білий пішак · g6 білий король · d2 чорний пішак · e2 чорний пішак · d1 біла тура · h1 біла тура | h8 чорний король · h7 білий пішак · g6 білий король · d2 чорний пішак · e2 чорний пішак · d1 біла тура · h1 біла тура | h8 чорний король · h7 білий пішак · g6 білий король · d2 чорний пішак · e2 чорний пішак · d1 біла тура · h1 біла тура | h8 чорний король · h7 білий пішак · g6 білий король · d2 чорний пішак · e2 чорний пішак · d1 біла тура · h1 біла тура | h8 чорний король · h7 білий пішак · g6 білий король · d2 чорний пішак · e2 чорний пішак · d1 біла тура · h1 біла тура | h8 чорний король · h7 білий пішак · g6 білий король · d2 чорний пішак · e2 чорний пішак · d1 біла тура · h1 біла тура | h8 чорний король · h7 білий пішак · g6 білий король · d2 чорний пішак · e2 чорний пішак · d1 біла тура · h1 біла тура | 4 |
| 3 | h8 чорний король · h7 білий пішак · g6 білий король · d2 чорний пішак · e2 чорний пішак · d1 біла тура · h1 біла тура | h8 чорний король · h7 білий пішак · g6 білий король · d2 чорний пішак · e2 чорний пішак · d1 біла тура · h1 біла тура | h8 чорний король · h7 білий пішак · g6 білий король · d2 чорний пішак · e2 чорний пішак · d1 біла тура · h1 біла тура | h8 чорний король · h7 білий пішак · g6 білий король · d2 чорний пішак · e2 чорний пішак · d1 біла тура · h1 біла тура | h8 чорний король · h7 білий пішак · g6 білий король · d2 чорний пішак · e2 чорний пішак · d1 біла тура · h1 біла тура | h8 чорний король · h7 білий пішак · g6 білий король · d2 чорний пішак · e2 чорний пішак · d1 біла тура · h1 біла тура | h8 чорний король · h7 білий пішак · g6 білий король · d2 чорний пішак · e2 чорний пішак · d1 біла тура · h1 біла тура | h8 чорний король · h7 білий пішак · g6 білий король · d2 чорний пішак · e2 чорний пішак · d1 біла тура · h1 біла тура | 3 |
| 2 | h8 чорний король · h7 білий пішак · g6 білий король · d2 чорний пішак · e2 чорний пішак · d1 біла тура · h1 біла тура | h8 чорний король · h7 білий пішак · g6 білий король · d2 чорний пішак · e2 чорний пішак · d1 біла тура · h1 біла тура | h8 чорний король · h7 білий пішак · g6 білий король · d2 чорний пішак · e2 чорний пішак · d1 біла тура · h1 біла тура | h8 чорний король · h7 білий пішак · g6 білий король · d2 чорний пішак · e2 чорний пішак · d1 біла тура · h1 біла тура | h8 чорний король · h7 білий пішак · g6 білий король · d2 чорний пішак · e2 чорний пішак · d1 біла тура · h1 біла тура | h8 чорний король · h7 білий пішак · g6 білий король · d2 чорний пішак · e2 чорний пішак · d1 біла тура · h1 біла тура | h8 чорний король · h7 білий пішак · g6 білий король · d2 чорний пішак · e2 чорний пішак · d1 біла тура · h1 біла тура | h8 чорний король · h7 білий пішак · g6 білий король · d2 чорний пішак · e2 чорний пішак · d1 біла тура · h1 біла тура | 2 |
| 1 | h8 чорний король · h7 білий пішак · g6 білий король · d2 чорний пішак · e2 чорний пішак · d1 біла тура · h1 біла тура | h8 чорний король · h7 білий пішак · g6 білий король · d2 чорний пішак · e2 чорний пішак · d1 біла тура · h1 біла тура | h8 чорний король · h7 білий пішак · g6 білий король · d2 чорний пішак · e2 чорний пішак · d1 біла тура · h1 біла тура | h8 чорний король · h7 білий пішак · g6 білий король · d2 чорний пішак · e2 чорний пішак · d1 біла тура · h1 біла тура | h8 чорний король · h7 білий пішак · g6 білий король · d2 чорний пішак · e2 чорний пішак · d1 біла тура · h1 біла тура | h8 чорний король · h7 білий пішак · g6 білий король · d2 чорний пішак · e2 чорний пішак · d1 біла тура · h1 біла тура | h8 чорний король · h7 білий пішак · g6 білий король · d2 чорний пішак · e2 чорний пішак · d1 біла тура · h1 біла тура | h8 чорний король · h7 білий пішак · g6 білий король · d2 чорний пішак · e2 чорний пішак · d1 біла тура · h1 біла тура | 1 |
|   | a | b | c | d | e | f | g | h |   |

FEN: 7k/7P/6K1/8/8/8/3pp3/3R3R
1. Rhe1! ~ Zz
1. ... de1Q 2. Rd8#
1. ... ed1Q 2. Re8#
Після вступного ходу білої тури чорні опиняються в стані цугцвангу. Якщо чорний пішак забирає з перетворенням білу туру «d1», мат оголошує включена тура «е1». Якщо інший чорний пішак забирає з перетворенням білу туру «е1», мат оголошує включена тура «d1».
|   | a | b | c | d | e | f | g | h |   |
| 8 | h7 білий король · d5 чорний кінь · f5 чорний пішак · h5 чорний король · a4 біла тура · g4 білий кінь · f3 білий кінь | h7 білий король · d5 чорний кінь · f5 чорний пішак · h5 чорний король · a4 біла тура · g4 білий кінь · f3 білий кінь | h7 білий король · d5 чорний кінь · f5 чорний пішак · h5 чорний король · a4 біла тура · g4 білий кінь · f3 білий кінь | h7 білий король · d5 чорний кінь · f5 чорний пішак · h5 чорний король · a4 біла тура · g4 білий кінь · f3 білий кінь | h7 білий король · d5 чорний кінь · f5 чорний пішак · h5 чорний король · a4 біла тура · g4 білий кінь · f3 білий кінь | h7 білий король · d5 чорний кінь · f5 чорний пішак · h5 чорний король · a4 біла тура · g4 білий кінь · f3 білий кінь | h7 білий король · d5 чорний кінь · f5 чорний пішак · h5 чорний король · a4 біла тура · g4 білий кінь · f3 білий кінь | h7 білий король · d5 чорний кінь · f5 чорний пішак · h5 чорний король · a4 біла тура · g4 білий кінь · f3 білий кінь | 8 |
| 7 | h7 білий король · d5 чорний кінь · f5 чорний пішак · h5 чорний король · a4 біла тура · g4 білий кінь · f3 білий кінь | h7 білий король · d5 чорний кінь · f5 чорний пішак · h5 чорний король · a4 біла тура · g4 білий кінь · f3 білий кінь | h7 білий король · d5 чорний кінь · f5 чорний пішак · h5 чорний король · a4 біла тура · g4 білий кінь · f3 білий кінь | h7 білий король · d5 чорний кінь · f5 чорний пішак · h5 чорний король · a4 біла тура · g4 білий кінь · f3 білий кінь | h7 білий король · d5 чорний кінь · f5 чорний пішак · h5 чорний король · a4 біла тура · g4 білий кінь · f3 білий кінь | h7 білий король · d5 чорний кінь · f5 чорний пішак · h5 чорний король · a4 біла тура · g4 білий кінь · f3 білий кінь | h7 білий король · d5 чорний кінь · f5 чорний пішак · h5 чорний король · a4 біла тура · g4 білий кінь · f3 білий кінь | h7 білий король · d5 чорний кінь · f5 чорний пішак · h5 чорний король · a4 біла тура · g4 білий кінь · f3 білий кінь | 7 |
| 6 | h7 білий король · d5 чорний кінь · f5 чорний пішак · h5 чорний король · a4 біла тура · g4 білий кінь · f3 білий кінь | h7 білий король · d5 чорний кінь · f5 чорний пішак · h5 чорний король · a4 біла тура · g4 білий кінь · f3 білий кінь | h7 білий король · d5 чорний кінь · f5 чорний пішак · h5 чорний король · a4 біла тура · g4 білий кінь · f3 білий кінь | h7 білий король · d5 чорний кінь · f5 чорний пішак · h5 чорний король · a4 біла тура · g4 білий кінь · f3 білий кінь | h7 білий король · d5 чорний кінь · f5 чорний пішак · h5 чорний король · a4 біла тура · g4 білий кінь · f3 білий кінь | h7 білий король · d5 чорний кінь · f5 чорний пішак · h5 чорний король · a4 біла тура · g4 білий кінь · f3 білий кінь | h7 білий король · d5 чорний кінь · f5 чорний пішак · h5 чорний король · a4 біла тура · g4 білий кінь · f3 білий кінь | h7 білий король · d5 чорний кінь · f5 чорний пішак · h5 чорний король · a4 біла тура · g4 білий кінь · f3 білий кінь | 6 |
| 5 | h7 білий король · d5 чорний кінь · f5 чорний пішак · h5 чорний король · a4 біла тура · g4 білий кінь · f3 білий кінь | h7 білий король · d5 чорний кінь · f5 чорний пішак · h5 чорний король · a4 біла тура · g4 білий кінь · f3 білий кінь | h7 білий король · d5 чорний кінь · f5 чорний пішак · h5 чорний король · a4 біла тура · g4 білий кінь · f3 білий кінь | h7 білий король · d5 чорний кінь · f5 чорний пішак · h5 чорний король · a4 біла тура · g4 білий кінь · f3 білий кінь | h7 білий король · d5 чорний кінь · f5 чорний пішак · h5 чорний король · a4 біла тура · g4 білий кінь · f3 білий кінь | h7 білий король · d5 чорний кінь · f5 чорний пішак · h5 чорний король · a4 біла тура · g4 білий кінь · f3 білий кінь | h7 білий король · d5 чорний кінь · f5 чорний пішак · h5 чорний король · a4 біла тура · g4 білий кінь · f3 білий кінь | h7 білий король · d5 чорний кінь · f5 чорний пішак · h5 чорний король · a4 біла тура · g4 білий кінь · f3 білий кінь | 5 |
| 4 | h7 білий король · d5 чорний кінь · f5 чорний пішак · h5 чорний король · a4 біла тура · g4 білий кінь · f3 білий кінь | h7 білий король · d5 чорний кінь · f5 чорний пішак · h5 чорний король · a4 біла тура · g4 білий кінь · f3 білий кінь | h7 білий король · d5 чорний кінь · f5 чорний пішак · h5 чорний король · a4 біла тура · g4 білий кінь · f3 білий кінь | h7 білий король · d5 чорний кінь · f5 чорний пішак · h5 чорний король · a4 біла тура · g4 білий кінь · f3 білий кінь | h7 білий король · d5 чорний кінь · f5 чорний пішак · h5 чорний король · a4 біла тура · g4 білий кінь · f3 білий кінь | h7 білий король · d5 чорний кінь · f5 чорний пішак · h5 чорний король · a4 біла тура · g4 білий кінь · f3 білий кінь | h7 білий король · d5 чорний кінь · f5 чорний пішак · h5 чорний король · a4 біла тура · g4 білий кінь · f3 білий кінь | h7 білий король · d5 чорний кінь · f5 чорний пішак · h5 чорний король · a4 біла тура · g4 білий кінь · f3 білий кінь | 4 |
| 3 | h7 білий король · d5 чорний кінь · f5 чорний пішак · h5 чорний король · a4 біла тура · g4 білий кінь · f3 білий кінь | h7 білий король · d5 чорний кінь · f5 чорний пішак · h5 чорний король · a4 біла тура · g4 білий кінь · f3 білий кінь | h7 білий король · d5 чорний кінь · f5 чорний пішак · h5 чорний король · a4 біла тура · g4 білий кінь · f3 білий кінь | h7 білий король · d5 чорний кінь · f5 чорний пішак · h5 чорний король · a4 біла тура · g4 білий кінь · f3 білий кінь | h7 білий король · d5 чорний кінь · f5 чорний пішак · h5 чорний король · a4 біла тура · g4 білий кінь · f3 білий кінь | h7 білий король · d5 чорний кінь · f5 чорний пішак · h5 чорний король · a4 біла тура · g4 білий кінь · f3 білий кінь | h7 білий король · d5 чорний кінь · f5 чорний пішак · h5 чорний король · a4 біла тура · g4 білий кінь · f3 білий кінь | h7 білий король · d5 чорний кінь · f5 чорний пішак · h5 чорний король · a4 біла тура · g4 білий кінь · f3 білий кінь | 3 |
| 2 | h7 білий король · d5 чорний кінь · f5 чорний пішак · h5 чорний король · a4 біла тура · g4 білий кінь · f3 білий кінь | h7 білий король · d5 чорний кінь · f5 чорний пішак · h5 чорний король · a4 біла тура · g4 білий кінь · f3 білий кінь | h7 білий король · d5 чорний кінь · f5 чорний пішак · h5 чорний король · a4 біла тура · g4 білий кінь · f3 білий кінь | h7 білий король · d5 чорний кінь · f5 чорний пішак · h5 чорний король · a4 біла тура · g4 білий кінь · f3 білий кінь | h7 білий король · d5 чорний кінь · f5 чорний пішак · h5 чорний король · a4 біла тура · g4 білий кінь · f3 білий кінь | h7 білий король · d5 чорний кінь · f5 чорний пішак · h5 чорний король · a4 біла тура · g4 білий кінь · f3 білий кінь | h7 білий король · d5 чорний кінь · f5 чорний пішак · h5 чорний король · a4 біла тура · g4 білий кінь · f3 білий кінь | h7 білий король · d5 чорний кінь · f5 чорний пішак · h5 чорний король · a4 біла тура · g4 білий кінь · f3 білий кінь | 2 |
| 1 | h7 білий король · d5 чорний кінь · f5 чорний пішак · h5 чорний король · a4 біла тура · g4 білий кінь · f3 білий кінь | h7 білий король · d5 чорний кінь · f5 чорний пішак · h5 чорний король · a4 біла тура · g4 білий кінь · f3 білий кінь | h7 білий король · d5 чорний кінь · f5 чорний пішак · h5 чорний король · a4 біла тура · g4 білий кінь · f3 білий кінь | h7 білий король · d5 чорний кінь · f5 чорний пішак · h5 чорний король · a4 біла тура · g4 білий кінь · f3 білий кінь | h7 білий король · d5 чорний кінь · f5 чорний пішак · h5 чорний король · a4 біла тура · g4 білий кінь · f3 білий кінь | h7 білий король · d5 чорний кінь · f5 чорний пішак · h5 чорний король · a4 біла тура · g4 білий кінь · f3 білий кінь | h7 білий король · d5 чорний кінь · f5 чорний пішак · h5 чорний король · a4 біла тура · g4 білий кінь · f3 білий кінь | h7 білий король · d5 чорний кінь · f5 чорний пішак · h5 чорний король · a4 біла тура · g4 білий кінь · f3 білий кінь | 1 |
|   | a | b | c | d | e | f | g | h |   |

FEN: 8/7K/8/3n1p1k/R5N1/5N2/8/8
1. Rf4! ~ Zz
1. ... Sxf4 2. Sf6#
1. ... fg4    2. Rf5#
Після вступного ходу білої тури чорні опиняються в стані цугцвангу. Якщо чорний кінь забирає білу туру, оголошує мат кінь «g4», якщо чорний пішак забирає коня «g4», мат оголошує тура.
|   | a | b | c | d | e | f | g | h |   |
| 8 | f8 чорний король · f7 білий пішак · f6 білий король · d3 чорний кінь · e2 чорний слон · d1 біла тура · f1 біла тура | f8 чорний король · f7 білий пішак · f6 білий король · d3 чорний кінь · e2 чорний слон · d1 біла тура · f1 біла тура | f8 чорний король · f7 білий пішак · f6 білий король · d3 чорний кінь · e2 чорний слон · d1 біла тура · f1 біла тура | f8 чорний король · f7 білий пішак · f6 білий король · d3 чорний кінь · e2 чорний слон · d1 біла тура · f1 біла тура | f8 чорний король · f7 білий пішак · f6 білий король · d3 чорний кінь · e2 чорний слон · d1 біла тура · f1 біла тура | f8 чорний король · f7 білий пішак · f6 білий король · d3 чорний кінь · e2 чорний слон · d1 біла тура · f1 біла тура | f8 чорний король · f7 білий пішак · f6 білий король · d3 чорний кінь · e2 чорний слон · d1 біла тура · f1 біла тура | f8 чорний король · f7 білий пішак · f6 білий король · d3 чорний кінь · e2 чорний слон · d1 біла тура · f1 біла тура | 8 |
| 7 | f8 чорний король · f7 білий пішак · f6 білий король · d3 чорний кінь · e2 чорний слон · d1 біла тура · f1 біла тура | f8 чорний король · f7 білий пішак · f6 білий король · d3 чорний кінь · e2 чорний слон · d1 біла тура · f1 біла тура | f8 чорний король · f7 білий пішак · f6 білий король · d3 чорний кінь · e2 чорний слон · d1 біла тура · f1 біла тура | f8 чорний король · f7 білий пішак · f6 білий король · d3 чорний кінь · e2 чорний слон · d1 біла тура · f1 біла тура | f8 чорний король · f7 білий пішак · f6 білий король · d3 чорний кінь · e2 чорний слон · d1 біла тура · f1 біла тура | f8 чорний король · f7 білий пішак · f6 білий король · d3 чорний кінь · e2 чорний слон · d1 біла тура · f1 біла тура | f8 чорний король · f7 білий пішак · f6 білий король · d3 чорний кінь · e2 чорний слон · d1 біла тура · f1 біла тура | f8 чорний король · f7 білий пішак · f6 білий король · d3 чорний кінь · e2 чорний слон · d1 біла тура · f1 біла тура | 7 |
| 6 | f8 чорний король · f7 білий пішак · f6 білий король · d3 чорний кінь · e2 чорний слон · d1 біла тура · f1 біла тура | f8 чорний король · f7 білий пішак · f6 білий король · d3 чорний кінь · e2 чорний слон · d1 біла тура · f1 біла тура | f8 чорний король · f7 білий пішак · f6 білий король · d3 чорний кінь · e2 чорний слон · d1 біла тура · f1 біла тура | f8 чорний король · f7 білий пішак · f6 білий король · d3 чорний кінь · e2 чорний слон · d1 біла тура · f1 біла тура | f8 чорний король · f7 білий пішак · f6 білий король · d3 чорний кінь · e2 чорний слон · d1 біла тура · f1 біла тура | f8 чорний король · f7 білий пішак · f6 білий король · d3 чорний кінь · e2 чорний слон · d1 біла тура · f1 біла тура | f8 чорний король · f7 білий пішак · f6 білий король · d3 чорний кінь · e2 чорний слон · d1 біла тура · f1 біла тура | f8 чорний король · f7 білий пішак · f6 білий король · d3 чорний кінь · e2 чорний слон · d1 біла тура · f1 біла тура | 6 |
| 5 | f8 чорний король · f7 білий пішак · f6 білий король · d3 чорний кінь · e2 чорний слон · d1 біла тура · f1 біла тура | f8 чорний король · f7 білий пішак · f6 білий король · d3 чорний кінь · e2 чорний слон · d1 біла тура · f1 біла тура | f8 чорний король · f7 білий пішак · f6 білий король · d3 чорний кінь · e2 чорний слон · d1 біла тура · f1 біла тура | f8 чорний король · f7 білий пішак · f6 білий король · d3 чорний кінь · e2 чорний слон · d1 біла тура · f1 біла тура | f8 чорний король · f7 білий пішак · f6 білий король · d3 чорний кінь · e2 чорний слон · d1 біла тура · f1 біла тура | f8 чорний король · f7 білий пішак · f6 білий король · d3 чорний кінь · e2 чорний слон · d1 біла тура · f1 біла тура | f8 чорний король · f7 білий пішак · f6 білий король · d3 чорний кінь · e2 чорний слон · d1 біла тура · f1 біла тура | f8 чорний король · f7 білий пішак · f6 білий король · d3 чорний кінь · e2 чорний слон · d1 біла тура · f1 біла тура | 5 |
| 4 | f8 чорний король · f7 білий пішак · f6 білий король · d3 чорний кінь · e2 чорний слон · d1 біла тура · f1 біла тура | f8 чорний король · f7 білий пішак · f6 білий король · d3 чорний кінь · e2 чорний слон · d1 біла тура · f1 біла тура | f8 чорний король · f7 білий пішак · f6 білий король · d3 чорний кінь · e2 чорний слон · d1 біла тура · f1 біла тура | f8 чорний король · f7 білий пішак · f6 білий король · d3 чорний кінь · e2 чорний слон · d1 біла тура · f1 біла тура | f8 чорний король · f7 білий пішак · f6 білий король · d3 чорний кінь · e2 чорний слон · d1 біла тура · f1 біла тура | f8 чорний король · f7 білий пішак · f6 білий король · d3 чорний кінь · e2 чорний слон · d1 біла тура · f1 біла тура | f8 чорний король · f7 білий пішак · f6 білий король · d3 чорний кінь · e2 чорний слон · d1 біла тура · f1 біла тура | f8 чорний король · f7 білий пішак · f6 білий король · d3 чорний кінь · e2 чорний слон · d1 біла тура · f1 біла тура | 4 |
| 3 | f8 чорний король · f7 білий пішак · f6 білий король · d3 чорний кінь · e2 чорний слон · d1 біла тура · f1 біла тура | f8 чорний король · f7 білий пішак · f6 білий король · d3 чорний кінь · e2 чорний слон · d1 біла тура · f1 біла тура | f8 чорний король · f7 білий пішак · f6 білий король · d3 чорний кінь · e2 чорний слон · d1 біла тура · f1 біла тура | f8 чорний король · f7 білий пішак · f6 білий король · d3 чорний кінь · e2 чорний слон · d1 біла тура · f1 біла тура | f8 чорний король · f7 білий пішак · f6 білий король · d3 чорний кінь · e2 чорний слон · d1 біла тура · f1 біла тура | f8 чорний король · f7 білий пішак · f6 білий король · d3 чорний кінь · e2 чорний слон · d1 біла тура · f1 біла тура | f8 чорний король · f7 білий пішак · f6 білий король · d3 чорний кінь · e2 чорний слон · d1 біла тура · f1 біла тура | f8 чорний король · f7 білий пішак · f6 білий король · d3 чорний кінь · e2 чорний слон · d1 біла тура · f1 біла тура | 3 |
| 2 | f8 чорний король · f7 білий пішак · f6 білий король · d3 чорний кінь · e2 чорний слон · d1 біла тура · f1 біла тура | f8 чорний король · f7 білий пішак · f6 білий король · d3 чорний кінь · e2 чорний слон · d1 біла тура · f1 біла тура | f8 чорний король · f7 білий пішак · f6 білий король · d3 чорний кінь · e2 чорний слон · d1 біла тура · f1 біла тура | f8 чорний король · f7 білий пішак · f6 білий король · d3 чорний кінь · e2 чорний слон · d1 біла тура · f1 біла тура | f8 чорний король · f7 білий пішак · f6 білий король · d3 чорний кінь · e2 чорний слон · d1 біла тура · f1 біла тура | f8 чорний король · f7 білий пішак · f6 білий король · d3 чорний кінь · e2 чорний слон · d1 біла тура · f1 біла тура | f8 чорний король · f7 білий пішак · f6 білий король · d3 чорний кінь · e2 чорний слон · d1 біла тура · f1 біла тура | f8 чорний король · f7 білий пішак · f6 білий король · d3 чорний кінь · e2 чорний слон · d1 біла тура · f1 біла тура | 2 |
| 1 | f8 чорний король · f7 білий пішак · f6 білий король · d3 чорний кінь · e2 чорний слон · d1 біла тура · f1 біла тура | f8 чорний король · f7 білий пішак · f6 білий король · d3 чорний кінь · e2 чорний слон · d1 біла тура · f1 біла тура | f8 чорний король · f7 білий пішак · f6 білий король · d3 чорний кінь · e2 чорний слон · d1 біла тура · f1 біла тура | f8 чорний король · f7 білий пішак · f6 білий король · d3 чорний кінь · e2 чорний слон · d1 біла тура · f1 біла тура | f8 чорний король · f7 білий пішак · f6 білий король · d3 чорний кінь · e2 чорний слон · d1 біла тура · f1 біла тура | f8 чорний король · f7 білий пішак · f6 білий король · d3 чорний кінь · e2 чорний слон · d1 біла тура · f1 біла тура | f8 чорний король · f7 білий пішак · f6 білий король · d3 чорний кінь · e2 чорний слон · d1 біла тура · f1 біла тура | f8 чорний король · f7 білий пішак · f6 білий король · d3 чорний кінь · e2 чорний слон · d1 біла тура · f1 біла тура | 1 |
|   | a | b | c | d | e | f | g | h |   |

FEN: 5k2/5P2/5K2/8/8/3n4/4b3/3R1R2
1. Rg1? Bg4!
1. Rh1? Bh5!
1. Rfe1! ~ zz
1. ... Sxe1 2. Rd8#
1. ... Bxd1 Re8#

Після вступного ходу білої тури чорні опиняються в стані цугцвангу. Якщо чорний кінь забирає білу туру «е1», мат оголошує включена тура «d1». Якщо чорний слон забирає білу туру «d1», мат оголошує включена тура «е1».